# Stenopterygius
Stenopterygius (il cui nome significa "pinna stretta") è un genere estinto di ittiosauro thunnosauro vissuto nel Giurassico inferiore, circa 183-179 milioni di anni fa (Pliensbachiano-Toarciano), in Europa (Inghilterra, Francia, Germania, Lussemburgo e Svizzera). Il genere contiene sette specie: la specie tipo S. quadriscissus, S. triscissus (originariamente assegnate ad Ichthyosaurus), S. longifrons, S. uniter, S. banzensis, S. cayi, S. aaleniensis. 
Stenopterygius fu originariamente nominato da Quenstedt, nel 1856, come una specie di Ichthyosaurus, I. quadriscissus. Tuttavia, Otto Jaekel, nel 1904, lo riassegnò ad un proprio genere, Stenopterygius. La specie tipo è quindi Stenopterygius quadriscissus. Il nome generico, Stenopterygius, deriva da stenos, parola del greco antico che significa "stretto", e πτερυξ/pteryx, dal greco e significa "pinna".

## Descrizione

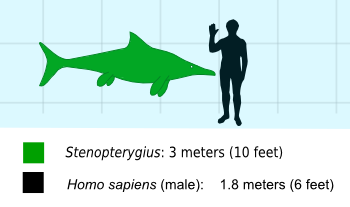
Dimensioni di Stenopterygius

Stenopterygius era un ittiosauro di media taglia che poteva crescere fino ad una lunghezza massima di 4 metri (13 piedi). L'animale era fisicamente simile al ben più noto Ichthyosaurus, ma possedeva un cranio più piccolo e pinne più strette. Il cranio era lungo e stretto, dotato di un rostro o "becco" armato da numerosi piccoli denti. La coda era equipaggiata con una lunga pinna carnosa a forma di mezzaluna, e sul dorso era presente un'altra pinna. Le zampe erano trasformate in pagaie adatte al nuoto, ma al contrario di altri ittiosauri come Ichthyosaurus e Ophthalmosaurus, le pinne di questo animale erano lunghe e strette. Gli arti erano stati trasformati in strutture simili a pinne. Un fossile eccezionalmente ben conservato di Stenopterygius conserva tracce di pelle, dalle quali è stata scoperta la colorazione originale dell'animale che risulta aver avuto una pigmentazione controluce (con il dorso e la parte superiore del corpo più scura ed il ventre più chiaro).

## Classificazione

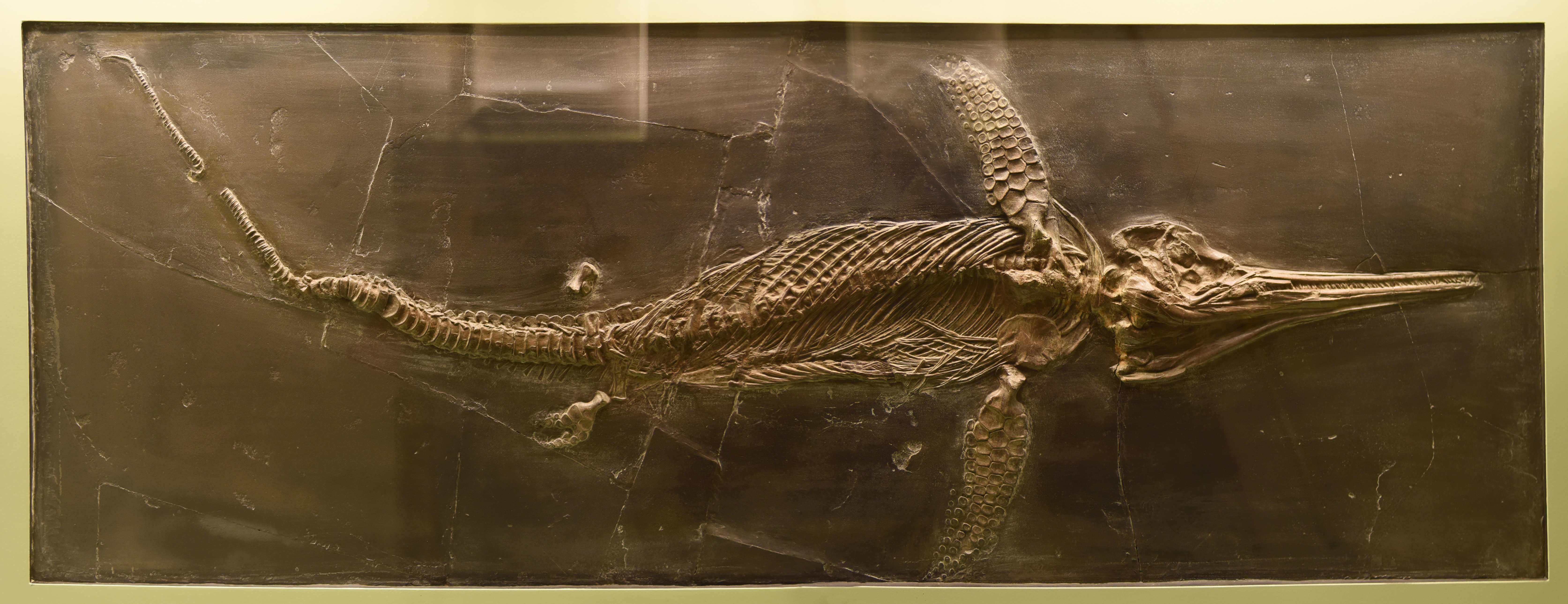
Scheeltro fossile di Stenopterygius crassicostatus

La maggior parte degli esemplari noti di Stenopterygius (più di 100), sono stati recentemente ridescritti da Michael W. Maisch. Maisch notò che la specie tipo S. quadriscissus comprende anche le specie S. eos, S. incessus e S. macrophasma, nonché esemplari precedentemente riferiti a S. hauffianus e S. megacephalus. Maisch seguì le analisi di Woodward (1932) e considerò la specie Ichthyosaurus triscissus una specie valida di Stenopterygius. Gli esemplari tipo di S. longifrons, S. megacephalus e S. megalorhinus erano tutti riferibili a questa specie, in quanto il nome I. triscissus ha la priorità su di loro. Alcuni esemplari precedentemente riferiti a S. megalorhinus, così come l'olotipo di S. cuneiceps, si sono rivelati come appartenenti ad una propria specie per la quale può essere usato il binomen Stenopterygius uniter. Quando l'olotipo di S. uniter andò distrutto durante la Seconda Guerra Mondiale, Maisch propose un neotipo. Maisch indicò anche S. promegacephalus come nomen dubium, poiché si basava su un esemplare giovanile, e che il lectotipo di S. hauffianus può essere determinato come Stenopterygius cf. Quindi nella migliore delle ipotesi S. quadriscissus, può essere considerata un nomen dubium. Maisch scoprì che la maggior parte degli esemplari precedentemente riferiti a S. hauffianus possono essere riferiti a S. quadriscissus, mentre il resto appartiene ad un nuovo taxon altamente distintivo che non può essere riferito a nessuna specie valida di Stenopterygius. Questa specie è stata poi assegnata ad un suo genere, Hauffiopteryx.

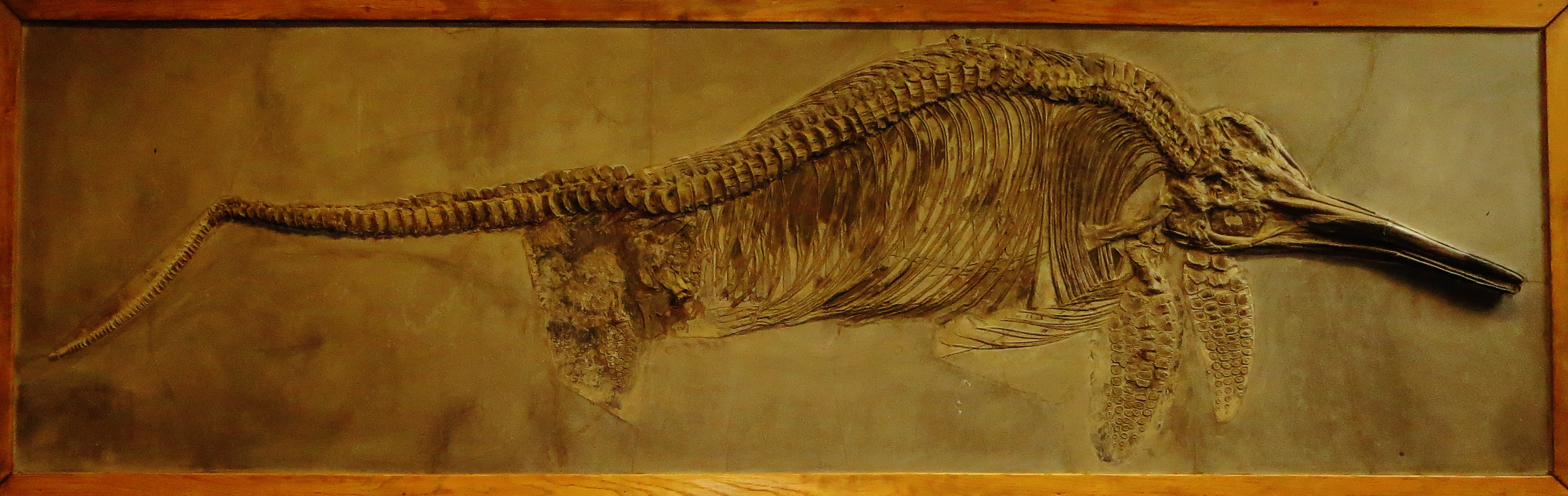
Esemplare fossile di S. triscissus

Stenopterygius è noto dal lectotipo GPIT 43/0219-1, uno scheletro completo ed articolato e che al suo interno conserva un embrione molto sviluppato. L'individuo rappresenta un esemplare femmina incinta, lunga circa 3,15 metri (10,3 piedi). L'esemplare venne ritrovato nelle sottozone ammonoidi Harpoceras elegantulum-exaratum (più precisamente Lias ε II3-4), nella zona Harpoceras falcifer, nel famoso lagerstätte Posidonien-Schiefer (Posidonia Shale) di Holzmaden, risalente alla prima fase Toarciana del Giurassico inferiore, circa 182 milioni di anni fa. Maisch riferì alla specie tipo 30 esemplari aggiuntivi, tutti provenienti dai sedimenti di Dobbertin di Meclemburgo-Pomerania e Holzmaden, Germania e Dudelange, Lussemburgo. La specie S. triscissus è nota dall'olotipo GPIT 12/0224-2, uno scheletro articolato quasi completo. L'individuo è un giovane adulto di circa 2,1 metri (6,9 piedi) di lunghezza, ritrovato stato raccolto dalla sottozone ammonoidi Harpoceras exaratum-elegans (più specificamente Lias ε II6), la zona Harcoceras falcifer, della Posidonia Shale di Ohmden, risalente alla fase medio precoce Toarciana del Giurassico inferiore. Maisch ha fatto riferito a questa specie 13 esemplari aggiuntivi, tutti provenienti da varie località dell'Inghilterra, Francia, Germania, Lussemburgo e Svizzera. La specie S. uniter è nota dall'olotipo SMNS 14216, uno scheletro completo articolato che andato distrutto nella Seconda Guerra Mondiale. L'animale è un adulto di circa 3,35 metri (11,0 piedi) di lunghezza. Il neotipo proposto è l'esemplare GPIT 1491/10, uno scheletro articolato quasi completo. L'individuo rappresenta un giovane adulto di circa 2,34 metri di lunghezza, e venne rinvenuto nella sottozona ammonoide di Harpoceras falcifer (in particolare Lias ε II10), nella zona Harpoceras falcifer, dello scisto di Posidonia, a Holzmaden, risalente alla fase medio-precoce Toarciana del Giurassico inferiore. Maisch riferì a questa specie altri 10 esemplari, tutti provenienti da Holzmaden.

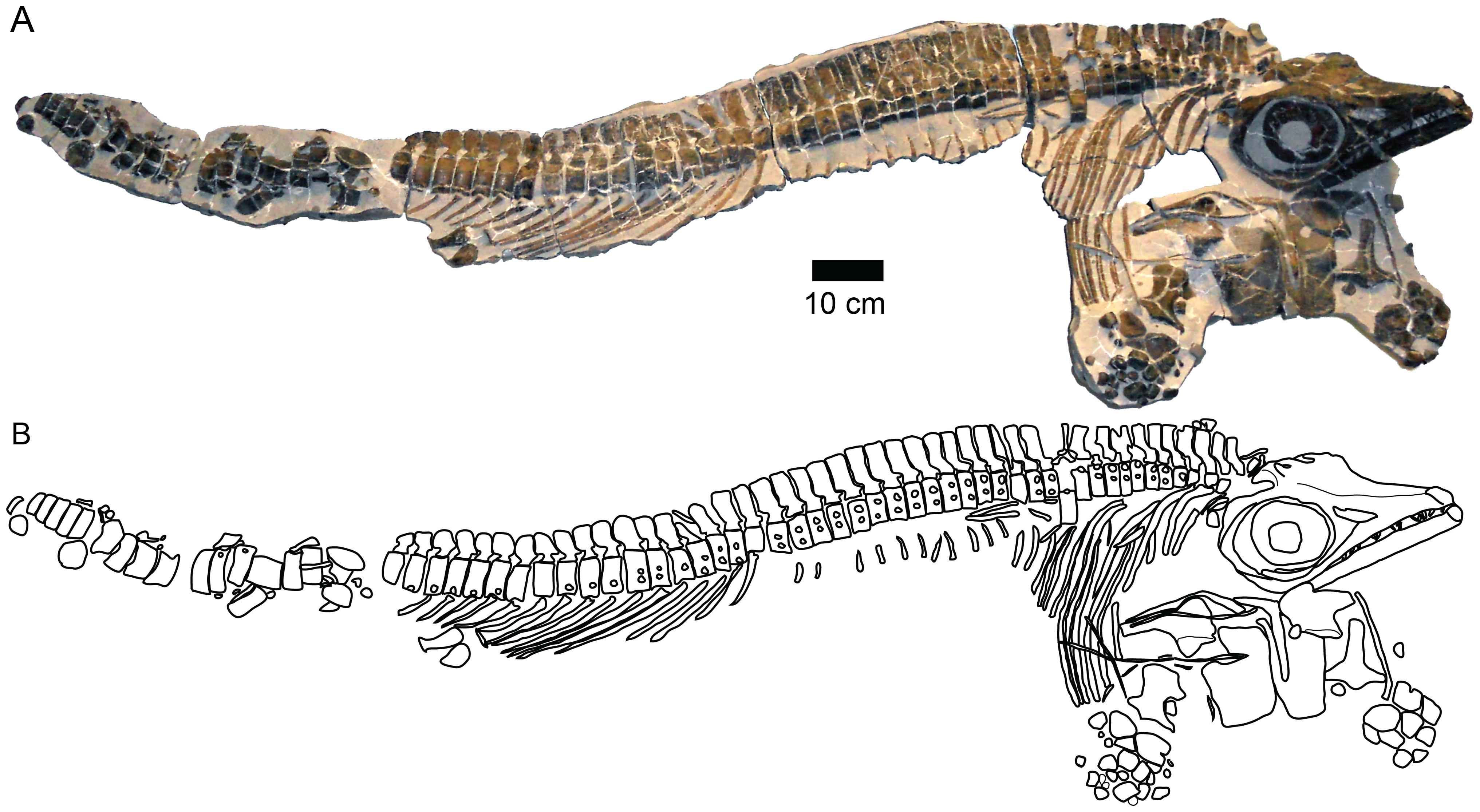
Olotipo di S. aaleniensis

Ulteriori materiali sono stati descritti da Hannah Caine e Michael J. Benton, nel 2011, in scisti risalenti al Toarciano di Strawberry Bank, Ilminster, d'Inghilterra. Gli esemplari sono tutti giovani o neonati, noti da scheletri quasi completi e alcuni teschi. Includono gli esemplari BRLSI M1405, BRLSI M1407, BRLSI M1408, BRLSI M1409. Caine e Benton riferirono questi esemplari a S. triscissus.
Nel 2012, è stata descritta una nuova specie risalente al Giurassico medio della Germania sudoccidentale, Stenopterygius aaleniensis.
Maisch e Matzke (2000) e Maisch (2010) consideravano Chacaicosaurus e Hauffiopteryx come stenopterygiidi. Tuttavia, non hanno eseguito analisi cladistiche per confermare queste affermazioni. Fischer et al. (2011) hanno eseguito un'analisi cladistica che ha classificato Chacaicosaurus è un thunnosauro basale, posizionato al di fuori sia di Stenopterygidae sia di Ophthalmosauridae. Sia Maisch (2008) che Caine e Benton (2011) hanno eseguito analisi cladistiche che hanno scoperto che Hauffiopteryx era uno dei membri più basali di Eurhinosauria o il membro più basale di Thunnosauria (che è una posizione equivalente al membro più basale di Stenopterygiidae sensu, Maisch [2008], con l'esclusione di Ichthyosaurus). Questi risultati indicano che gli Stenopterygiidae sono una famiglia monotipica che include solo il genere tipo Stenopterygius.

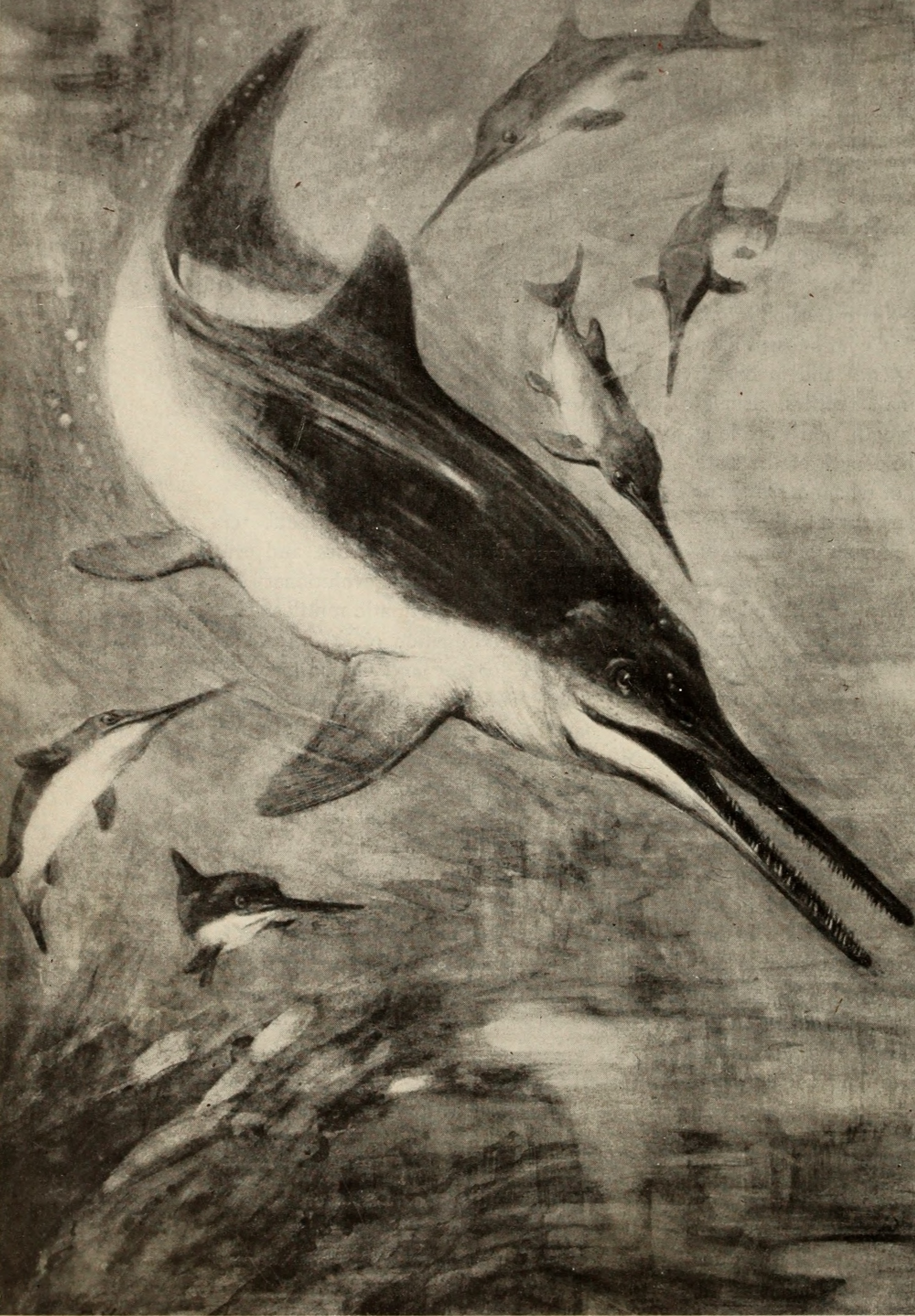
Ricostruzione del 1921, di Charles R. Knight

Il seguente cladogramma mostra la topologia di un'analisi di Patrick S. Druckenmiller e Erin E. Maxwell (2010):
|  | Aegirosaurus                   |
|  |                                |
|  | Ophthalmosaurus (type species) |
|  |                                |

|  | Arthropterygius                                                                                   |
|  |                                                                                                   |
|  | Caypullisaurus                                                                                    |
|  |                                                                                                   |
|  | "Platypterygius" hercynicus                                                                       |
|  |                                                                                                   |
|  | "Platypterygius" australis (=Longirostria)                                                        |
|  |                                                                                                   |
|  | Platypterygius (type species)                                                                     |
|  |                                                                                                   |
|  | \| \| Maiaspondylus \| \| \| \| \| \| "Platypterygius" americanus (=Tenuirostria)[12] \| \| \| \| |
|  |                                                                                                   |
|  | Maiaspondylus                                                                                     |
|  |                                                                                                   |
|  | "Platypterygius" americanus (=Tenuirostria)                                                       |
|  |                                                                                                   |

|  | Maiaspondylus                               |
|  |                                             |
|  | "Platypterygius" americanus (=Tenuirostria) |
|  |                                             |

|  | Arthropterygius                                                                                   |
|  |                                                                                                   |
|  | Caypullisaurus                                                                                    |
|  |                                                                                                   |
|  | "Platypterygius" hercynicus                                                                       |
|  |                                                                                                   |
|  | "Platypterygius" australis (=Longirostria)                                                        |
|  |                                                                                                   |
|  | Platypterygius (type species)                                                                     |
|  |                                                                                                   |
|  | \| \| Maiaspondylus \| \| \| \| \| \| "Platypterygius" americanus (=Tenuirostria)[12] \| \| \| \| |
|  |                                                                                                   |
|  | Maiaspondylus                                                                                     |
|  |                                                                                                   |
|  | "Platypterygius" americanus (=Tenuirostria)                                                       |
|  |                                                                                                   |

|  | Maiaspondylus                               |
|  |                                             |
|  | "Platypterygius" americanus (=Tenuirostria) |
|  |                                             |

|  | Arthropterygius                                                                                   |
|  |                                                                                                   |
|  | Caypullisaurus                                                                                    |
|  |                                                                                                   |
|  | "Platypterygius" hercynicus                                                                       |
|  |                                                                                                   |
|  | "Platypterygius" australis (=Longirostria)                                                        |
|  |                                                                                                   |
|  | Platypterygius (type species)                                                                     |
|  |                                                                                                   |
|  | \| \| Maiaspondylus \| \| \| \| \| \| "Platypterygius" americanus (=Tenuirostria)[12] \| \| \| \| |
|  |                                                                                                   |
|  | Maiaspondylus                                                                                     |
|  |                                                                                                   |
|  | "Platypterygius" americanus (=Tenuirostria)                                                       |
|  |                                                                                                   |

|  | Maiaspondylus                               |
|  |                                             |
|  | "Platypterygius" americanus (=Tenuirostria) |
|  |                                             |

|  | Arthropterygius                                                                                   |
|  |                                                                                                   |
|  | Caypullisaurus                                                                                    |
|  |                                                                                                   |
|  | "Platypterygius" hercynicus                                                                       |
|  |                                                                                                   |
|  | "Platypterygius" australis (=Longirostria)                                                        |
|  |                                                                                                   |
|  | Platypterygius (type species)                                                                     |
|  |                                                                                                   |
|  | \| \| Maiaspondylus \| \| \| \| \| \| "Platypterygius" americanus (=Tenuirostria)[12] \| \| \| \| |
|  |                                                                                                   |
|  | Maiaspondylus                                                                                     |
|  |                                                                                                   |
|  | "Platypterygius" americanus (=Tenuirostria)                                                       |
|  |                                                                                                   |

|  | Maiaspondylus                               |
|  |                                             |
|  | "Platypterygius" americanus (=Tenuirostria) |
|  |                                             |

|  | Arthropterygius                                                                                   |
|  |                                                                                                   |
|  | Caypullisaurus                                                                                    |
|  |                                                                                                   |
|  | "Platypterygius" hercynicus                                                                       |
|  |                                                                                                   |
|  | "Platypterygius" australis (=Longirostria)                                                        |
|  |                                                                                                   |
|  | Platypterygius (type species)                                                                     |
|  |                                                                                                   |
|  | \| \| Maiaspondylus \| \| \| \| \| \| "Platypterygius" americanus (=Tenuirostria)[12] \| \| \| \| |
|  |                                                                                                   |
|  | Maiaspondylus                                                                                     |
|  |                                                                                                   |
|  | "Platypterygius" americanus (=Tenuirostria)                                                       |
|  |                                                                                                   |

|  | Maiaspondylus                               |
|  |                                             |
|  | "Platypterygius" americanus (=Tenuirostria) |
|  |                                             |

|  | Arthropterygius                                                                                   |
|  |                                                                                                   |
|  | Caypullisaurus                                                                                    |
|  |                                                                                                   |
|  | "Platypterygius" hercynicus                                                                       |
|  |                                                                                                   |
|  | "Platypterygius" australis (=Longirostria)                                                        |
|  |                                                                                                   |
|  | Platypterygius (type species)                                                                     |
|  |                                                                                                   |
|  | \| \| Maiaspondylus \| \| \| \| \| \| "Platypterygius" americanus (=Tenuirostria)[12] \| \| \| \| |
|  |                                                                                                   |
|  | Maiaspondylus                                                                                     |
|  |                                                                                                   |
|  | "Platypterygius" americanus (=Tenuirostria)                                                       |
|  |                                                                                                   |

|  | Maiaspondylus                               |
|  |                                             |
|  | "Platypterygius" americanus (=Tenuirostria) |
|  |                                             |

|  | Arthropterygius                                                                                   |
|  |                                                                                                   |
|  | Caypullisaurus                                                                                    |
|  |                                                                                                   |
|  | "Platypterygius" hercynicus                                                                       |
|  |                                                                                                   |
|  | "Platypterygius" australis (=Longirostria)                                                        |
|  |                                                                                                   |
|  | Platypterygius (type species)                                                                     |
|  |                                                                                                   |
|  | \| \| Maiaspondylus \| \| \| \| \| \| "Platypterygius" americanus (=Tenuirostria)[12] \| \| \| \| |
|  |                                                                                                   |
|  | Maiaspondylus                                                                                     |
|  |                                                                                                   |
|  | "Platypterygius" americanus (=Tenuirostria)                                                       |
|  |                                                                                                   |

|  | Maiaspondylus                               |
|  |                                             |
|  | "Platypterygius" americanus (=Tenuirostria) |
|  |                                             |

|  | Arthropterygius                                                                                   |
|  |                                                                                                   |
|  | Caypullisaurus                                                                                    |
|  |                                                                                                   |
|  | "Platypterygius" hercynicus                                                                       |
|  |                                                                                                   |
|  | "Platypterygius" australis (=Longirostria)                                                        |
|  |                                                                                                   |
|  | Platypterygius (type species)                                                                     |
|  |                                                                                                   |
|  | \| \| Maiaspondylus \| \| \| \| \| \| "Platypterygius" americanus (=Tenuirostria)[12] \| \| \| \| |
|  |                                                                                                   |
|  | Maiaspondylus                                                                                     |
|  |                                                                                                   |
|  | "Platypterygius" americanus (=Tenuirostria)                                                       |
|  |                                                                                                   |

|  | Maiaspondylus                               |
|  |                                             |
|  | "Platypterygius" americanus (=Tenuirostria) |
|  |                                             |

|  | Aegirosaurus                   |
|  |                                |
|  | Ophthalmosaurus (type species) |
|  |                                |

|  | Arthropterygius                                                                                   |
|  |                                                                                                   |
|  | Caypullisaurus                                                                                    |
|  |                                                                                                   |
|  | "Platypterygius" hercynicus                                                                       |
|  |                                                                                                   |
|  | "Platypterygius" australis (=Longirostria)                                                        |
|  |                                                                                                   |
|  | Platypterygius (type species)                                                                     |
|  |                                                                                                   |
|  | \| \| Maiaspondylus \| \| \| \| \| \| "Platypterygius" americanus (=Tenuirostria)[12] \| \| \| \| |
|  |                                                                                                   |
|  | Maiaspondylus                                                                                     |
|  |                                                                                                   |
|  | "Platypterygius" americanus (=Tenuirostria)                                                       |
|  |                                                                                                   |

|  | Maiaspondylus                               |
|  |                                             |
|  | "Platypterygius" americanus (=Tenuirostria) |
|  |                                             |

|  | Arthropterygius                                                                                   |
|  |                                                                                                   |
|  | Caypullisaurus                                                                                    |
|  |                                                                                                   |
|  | "Platypterygius" hercynicus                                                                       |
|  |                                                                                                   |
|  | "Platypterygius" australis (=Longirostria)                                                        |
|  |                                                                                                   |
|  | Platypterygius (type species)                                                                     |
|  |                                                                                                   |
|  | \| \| Maiaspondylus \| \| \| \| \| \| "Platypterygius" americanus (=Tenuirostria)[12] \| \| \| \| |
|  |                                                                                                   |
|  | Maiaspondylus                                                                                     |
|  |                                                                                                   |
|  | "Platypterygius" americanus (=Tenuirostria)                                                       |
|  |                                                                                                   |

|  | Maiaspondylus                               |
|  |                                             |
|  | "Platypterygius" americanus (=Tenuirostria) |
|  |                                             |

|  | Arthropterygius                                                                                   |
|  |                                                                                                   |
|  | Caypullisaurus                                                                                    |
|  |                                                                                                   |
|  | "Platypterygius" hercynicus                                                                       |
|  |                                                                                                   |
|  | "Platypterygius" australis (=Longirostria)                                                        |
|  |                                                                                                   |
|  | Platypterygius (type species)                                                                     |
|  |                                                                                                   |
|  | \| \| Maiaspondylus \| \| \| \| \| \| "Platypterygius" americanus (=Tenuirostria)[12] \| \| \| \| |
|  |                                                                                                   |
|  | Maiaspondylus                                                                                     |
|  |                                                                                                   |
|  | "Platypterygius" americanus (=Tenuirostria)                                                       |
|  |                                                                                                   |

|  | Maiaspondylus                               |
|  |                                             |
|  | "Platypterygius" americanus (=Tenuirostria) |
|  |                                             |

|  | Arthropterygius                                                                                   |
|  |                                                                                                   |
|  | Caypullisaurus                                                                                    |
|  |                                                                                                   |
|  | "Platypterygius" hercynicus                                                                       |
|  |                                                                                                   |
|  | "Platypterygius" australis (=Longirostria)                                                        |
|  |                                                                                                   |
|  | Platypterygius (type species)                                                                     |
|  |                                                                                                   |
|  | \| \| Maiaspondylus \| \| \| \| \| \| "Platypterygius" americanus (=Tenuirostria)[12] \| \| \| \| |
|  |                                                                                                   |
|  | Maiaspondylus                                                                                     |
|  |                                                                                                   |
|  | "Platypterygius" americanus (=Tenuirostria)                                                       |
|  |                                                                                                   |

|  | Maiaspondylus                               |
|  |                                             |
|  | "Platypterygius" americanus (=Tenuirostria) |
|  |                                             |

|  | Arthropterygius                                                                                   |
|  |                                                                                                   |
|  | Caypullisaurus                                                                                    |
|  |                                                                                                   |
|  | "Platypterygius" hercynicus                                                                       |
|  |                                                                                                   |
|  | "Platypterygius" australis (=Longirostria)                                                        |
|  |                                                                                                   |
|  | Platypterygius (type species)                                                                     |
|  |                                                                                                   |
|  | \| \| Maiaspondylus \| \| \| \| \| \| "Platypterygius" americanus (=Tenuirostria)[12] \| \| \| \| |
|  |                                                                                                   |
|  | Maiaspondylus                                                                                     |
|  |                                                                                                   |
|  | "Platypterygius" americanus (=Tenuirostria)                                                       |
|  |                                                                                                   |

|  | Maiaspondylus                               |
|  |                                             |
|  | "Platypterygius" americanus (=Tenuirostria) |
|  |                                             |

|  | Arthropterygius                                                                                   |
|  |                                                                                                   |
|  | Caypullisaurus                                                                                    |
|  |                                                                                                   |
|  | "Platypterygius" hercynicus                                                                       |
|  |                                                                                                   |
|  | "Platypterygius" australis (=Longirostria)                                                        |
|  |                                                                                                   |
|  | Platypterygius (type species)                                                                     |
|  |                                                                                                   |
|  | \| \| Maiaspondylus \| \| \| \| \| \| "Platypterygius" americanus (=Tenuirostria)[12] \| \| \| \| |
|  |                                                                                                   |
|  | Maiaspondylus                                                                                     |
|  |                                                                                                   |
|  | "Platypterygius" americanus (=Tenuirostria)                                                       |
|  |                                                                                                   |

|  | Maiaspondylus                               |
|  |                                             |
|  | "Platypterygius" americanus (=Tenuirostria) |
|  |                                             |

|  | Arthropterygius                                                                                   |
|  |                                                                                                   |
|  | Caypullisaurus                                                                                    |
|  |                                                                                                   |
|  | "Platypterygius" hercynicus                                                                       |
|  |                                                                                                   |
|  | "Platypterygius" australis (=Longirostria)                                                        |
|  |                                                                                                   |
|  | Platypterygius (type species)                                                                     |
|  |                                                                                                   |
|  | \| \| Maiaspondylus \| \| \| \| \| \| "Platypterygius" americanus (=Tenuirostria)[12] \| \| \| \| |
|  |                                                                                                   |
|  | Maiaspondylus                                                                                     |
|  |                                                                                                   |
|  | "Platypterygius" americanus (=Tenuirostria)                                                       |
|  |                                                                                                   |

|  | Maiaspondylus                               |
|  |                                             |
|  | "Platypterygius" americanus (=Tenuirostria) |
|  |                                             |

|  | Arthropterygius                                                                                   |
|  |                                                                                                   |
|  | Caypullisaurus                                                                                    |
|  |                                                                                                   |
|  | "Platypterygius" hercynicus                                                                       |
|  |                                                                                                   |
|  | "Platypterygius" australis (=Longirostria)                                                        |
|  |                                                                                                   |
|  | Platypterygius (type species)                                                                     |
|  |                                                                                                   |
|  | \| \| Maiaspondylus \| \| \| \| \| \| "Platypterygius" americanus (=Tenuirostria)[12] \| \| \| \| |
|  |                                                                                                   |
|  | Maiaspondylus                                                                                     |
|  |                                                                                                   |
|  | "Platypterygius" americanus (=Tenuirostria)                                                       |
|  |                                                                                                   |

|  | Maiaspondylus                               |
|  |                                             |
|  | "Platypterygius" americanus (=Tenuirostria) |
|  |                                             |

|  | Aegirosaurus                   |
|  |                                |
|  | Ophthalmosaurus (type species) |
|  |                                |

|  | Arthropterygius                                                                                   |
|  |                                                                                                   |
|  | Caypullisaurus                                                                                    |
|  |                                                                                                   |
|  | "Platypterygius" hercynicus                                                                       |
|  |                                                                                                   |
|  | "Platypterygius" australis (=Longirostria)                                                        |
|  |                                                                                                   |
|  | Platypterygius (type species)                                                                     |
|  |                                                                                                   |
|  | \| \| Maiaspondylus \| \| \| \| \| \| "Platypterygius" americanus (=Tenuirostria)[12] \| \| \| \| |
|  |                                                                                                   |
|  | Maiaspondylus                                                                                     |
|  |                                                                                                   |
|  | "Platypterygius" americanus (=Tenuirostria)                                                       |
|  |                                                                                                   |

|  | Maiaspondylus                               |
|  |                                             |
|  | "Platypterygius" americanus (=Tenuirostria) |
|  |                                             |

|  | Arthropterygius                                                                                   |
|  |                                                                                                   |
|  | Caypullisaurus                                                                                    |
|  |                                                                                                   |
|  | "Platypterygius" hercynicus                                                                       |
|  |                                                                                                   |
|  | "Platypterygius" australis (=Longirostria)                                                        |
|  |                                                                                                   |
|  | Platypterygius (type species)                                                                     |
|  |                                                                                                   |
|  | \| \| Maiaspondylus \| \| \| \| \| \| "Platypterygius" americanus (=Tenuirostria)[12] \| \| \| \| |
|  |                                                                                                   |
|  | Maiaspondylus                                                                                     |
|  |                                                                                                   |
|  | "Platypterygius" americanus (=Tenuirostria)                                                       |
|  |                                                                                                   |

|  | Maiaspondylus                               |
|  |                                             |
|  | "Platypterygius" americanus (=Tenuirostria) |
|  |                                             |

|  | Arthropterygius                                                                                   |
|  |                                                                                                   |
|  | Caypullisaurus                                                                                    |
|  |                                                                                                   |
|  | "Platypterygius" hercynicus                                                                       |
|  |                                                                                                   |
|  | "Platypterygius" australis (=Longirostria)                                                        |
|  |                                                                                                   |
|  | Platypterygius (type species)                                                                     |
|  |                                                                                                   |
|  | \| \| Maiaspondylus \| \| \| \| \| \| "Platypterygius" americanus (=Tenuirostria)[12] \| \| \| \| |
|  |                                                                                                   |
|  | Maiaspondylus                                                                                     |
|  |                                                                                                   |
|  | "Platypterygius" americanus (=Tenuirostria)                                                       |
|  |                                                                                                   |

|  | Maiaspondylus                               |
|  |                                             |
|  | "Platypterygius" americanus (=Tenuirostria) |
|  |                                             |

|  | Arthropterygius                                                                                   |
|  |                                                                                                   |
|  | Caypullisaurus                                                                                    |
|  |                                                                                                   |
|  | "Platypterygius" hercynicus                                                                       |
|  |                                                                                                   |
|  | "Platypterygius" australis (=Longirostria)                                                        |
|  |                                                                                                   |
|  | Platypterygius (type species)                                                                     |
|  |                                                                                                   |
|  | \| \| Maiaspondylus \| \| \| \| \| \| "Platypterygius" americanus (=Tenuirostria)[12] \| \| \| \| |
|  |                                                                                                   |
|  | Maiaspondylus                                                                                     |
|  |                                                                                                   |
|  | "Platypterygius" americanus (=Tenuirostria)                                                       |
|  |                                                                                                   |

|  | Maiaspondylus                               |
|  |                                             |
|  | "Platypterygius" americanus (=Tenuirostria) |
|  |                                             |

|  | Arthropterygius                                                                                   |
|  |                                                                                                   |
|  | Caypullisaurus                                                                                    |
|  |                                                                                                   |
|  | "Platypterygius" hercynicus                                                                       |
|  |                                                                                                   |
|  | "Platypterygius" australis (=Longirostria)                                                        |
|  |                                                                                                   |
|  | Platypterygius (type species)                                                                     |
|  |                                                                                                   |
|  | \| \| Maiaspondylus \| \| \| \| \| \| "Platypterygius" americanus (=Tenuirostria)[12] \| \| \| \| |
|  |                                                                                                   |
|  | Maiaspondylus                                                                                     |
|  |                                                                                                   |
|  | "Platypterygius" americanus (=Tenuirostria)                                                       |
|  |                                                                                                   |

|  | Maiaspondylus                               |
|  |                                             |
|  | "Platypterygius" americanus (=Tenuirostria) |
|  |                                             |

|  | Arthropterygius                                                                                   |
|  |                                                                                                   |
|  | Caypullisaurus                                                                                    |
|  |                                                                                                   |
|  | "Platypterygius" hercynicus                                                                       |
|  |                                                                                                   |
|  | "Platypterygius" australis (=Longirostria)                                                        |
|  |                                                                                                   |
|  | Platypterygius (type species)                                                                     |
|  |                                                                                                   |
|  | \| \| Maiaspondylus \| \| \| \| \| \| "Platypterygius" americanus (=Tenuirostria)[12] \| \| \| \| |
|  |                                                                                                   |
|  | Maiaspondylus                                                                                     |
|  |                                                                                                   |
|  | "Platypterygius" americanus (=Tenuirostria)                                                       |
|  |                                                                                                   |

|  | Maiaspondylus                               |
|  |                                             |
|  | "Platypterygius" americanus (=Tenuirostria) |
|  |                                             |

|  | Arthropterygius                                                                                   |
|  |                                                                                                   |
|  | Caypullisaurus                                                                                    |
|  |                                                                                                   |
|  | "Platypterygius" hercynicus                                                                       |
|  |                                                                                                   |
|  | "Platypterygius" australis (=Longirostria)                                                        |
|  |                                                                                                   |
|  | Platypterygius (type species)                                                                     |
|  |                                                                                                   |
|  | \| \| Maiaspondylus \| \| \| \| \| \| "Platypterygius" americanus (=Tenuirostria)[12] \| \| \| \| |
|  |                                                                                                   |
|  | Maiaspondylus                                                                                     |
|  |                                                                                                   |
|  | "Platypterygius" americanus (=Tenuirostria)                                                       |
|  |                                                                                                   |

|  | Maiaspondylus                               |
|  |                                             |
|  | "Platypterygius" americanus (=Tenuirostria) |
|  |                                             |

|  | Arthropterygius                                                                                   |
|  |                                                                                                   |
|  | Caypullisaurus                                                                                    |
|  |                                                                                                   |
|  | "Platypterygius" hercynicus                                                                       |
|  |                                                                                                   |
|  | "Platypterygius" australis (=Longirostria)                                                        |
|  |                                                                                                   |
|  | Platypterygius (type species)                                                                     |
|  |                                                                                                   |
|  | \| \| Maiaspondylus \| \| \| \| \| \| "Platypterygius" americanus (=Tenuirostria)[12] \| \| \| \| |
|  |                                                                                                   |
|  | Maiaspondylus                                                                                     |
|  |                                                                                                   |
|  | "Platypterygius" americanus (=Tenuirostria)                                                       |
|  |                                                                                                   |

|  | Maiaspondylus                               |
|  |                                             |
|  | "Platypterygius" americanus (=Tenuirostria) |
|  |                                             |

|  | Aegirosaurus                   |
|  |                                |
|  | Ophthalmosaurus (type species) |
|  |                                |

|  | Arthropterygius                                                                                   |
|  |                                                                                                   |
|  | Caypullisaurus                                                                                    |
|  |                                                                                                   |
|  | "Platypterygius" hercynicus                                                                       |
|  |                                                                                                   |
|  | "Platypterygius" australis (=Longirostria)                                                        |
|  |                                                                                                   |
|  | Platypterygius (type species)                                                                     |
|  |                                                                                                   |
|  | \| \| Maiaspondylus \| \| \| \| \| \| "Platypterygius" americanus (=Tenuirostria)[12] \| \| \| \| |
|  |                                                                                                   |
|  | Maiaspondylus                                                                                     |
|  |                                                                                                   |
|  | "Platypterygius" americanus (=Tenuirostria)                                                       |
|  |                                                                                                   |

|  | Maiaspondylus                               |
|  |                                             |
|  | "Platypterygius" americanus (=Tenuirostria) |
|  |                                             |

|  | Arthropterygius                                                                                   |
|  |                                                                                                   |
|  | Caypullisaurus                                                                                    |
|  |                                                                                                   |
|  | "Platypterygius" hercynicus                                                                       |
|  |                                                                                                   |
|  | "Platypterygius" australis (=Longirostria)                                                        |
|  |                                                                                                   |
|  | Platypterygius (type species)                                                                     |
|  |                                                                                                   |
|  | \| \| Maiaspondylus \| \| \| \| \| \| "Platypterygius" americanus (=Tenuirostria)[12] \| \| \| \| |
|  |                                                                                                   |
|  | Maiaspondylus                                                                                     |
|  |                                                                                                   |
|  | "Platypterygius" americanus (=Tenuirostria)                                                       |
|  |                                                                                                   |

|  | Maiaspondylus                               |
|  |                                             |
|  | "Platypterygius" americanus (=Tenuirostria) |
|  |                                             |

|  | Arthropterygius                                                                                   |
|  |                                                                                                   |
|  | Caypullisaurus                                                                                    |
|  |                                                                                                   |
|  | "Platypterygius" hercynicus                                                                       |
|  |                                                                                                   |
|  | "Platypterygius" australis (=Longirostria)                                                        |
|  |                                                                                                   |
|  | Platypterygius (type species)                                                                     |
|  |                                                                                                   |
|  | \| \| Maiaspondylus \| \| \| \| \| \| "Platypterygius" americanus (=Tenuirostria)[12] \| \| \| \| |
|  |                                                                                                   |
|  | Maiaspondylus                                                                                     |
|  |                                                                                                   |
|  | "Platypterygius" americanus (=Tenuirostria)                                                       |
|  |                                                                                                   |

|  | Maiaspondylus                               |
|  |                                             |
|  | "Platypterygius" americanus (=Tenuirostria) |
|  |                                             |

|  | Arthropterygius                                                                                   |
|  |                                                                                                   |
|  | Caypullisaurus                                                                                    |
|  |                                                                                                   |
|  | "Platypterygius" hercynicus                                                                       |
|  |                                                                                                   |
|  | "Platypterygius" australis (=Longirostria)                                                        |
|  |                                                                                                   |
|  | Platypterygius (type species)                                                                     |
|  |                                                                                                   |
|  | \| \| Maiaspondylus \| \| \| \| \| \| "Platypterygius" americanus (=Tenuirostria)[12] \| \| \| \| |
|  |                                                                                                   |
|  | Maiaspondylus                                                                                     |
|  |                                                                                                   |
|  | "Platypterygius" americanus (=Tenuirostria)                                                       |
|  |                                                                                                   |

|  | Maiaspondylus                               |
|  |                                             |
|  | "Platypterygius" americanus (=Tenuirostria) |
|  |                                             |

|  | Arthropterygius                                                                                   |
|  |                                                                                                   |
|  | Caypullisaurus                                                                                    |
|  |                                                                                                   |
|  | "Platypterygius" hercynicus                                                                       |
|  |                                                                                                   |
|  | "Platypterygius" australis (=Longirostria)                                                        |
|  |                                                                                                   |
|  | Platypterygius (type species)                                                                     |
|  |                                                                                                   |
|  | \| \| Maiaspondylus \| \| \| \| \| \| "Platypterygius" americanus (=Tenuirostria)[12] \| \| \| \| |
|  |                                                                                                   |
|  | Maiaspondylus                                                                                     |
|  |                                                                                                   |
|  | "Platypterygius" americanus (=Tenuirostria)                                                       |
|  |                                                                                                   |

|  | Maiaspondylus                               |
|  |                                             |
|  | "Platypterygius" americanus (=Tenuirostria) |
|  |                                             |

|  | Arthropterygius                                                                                   |
|  |                                                                                                   |
|  | Caypullisaurus                                                                                    |
|  |                                                                                                   |
|  | "Platypterygius" hercynicus                                                                       |
|  |                                                                                                   |
|  | "Platypterygius" australis (=Longirostria)                                                        |
|  |                                                                                                   |
|  | Platypterygius (type species)                                                                     |
|  |                                                                                                   |
|  | \| \| Maiaspondylus \| \| \| \| \| \| "Platypterygius" americanus (=Tenuirostria)[12] \| \| \| \| |
|  |                                                                                                   |
|  | Maiaspondylus                                                                                     |
|  |                                                                                                   |
|  | "Platypterygius" americanus (=Tenuirostria)                                                       |
|  |                                                                                                   |

|  | Maiaspondylus                               |
|  |                                             |
|  | "Platypterygius" americanus (=Tenuirostria) |
|  |                                             |

|  | Arthropterygius                                                                                   |
|  |                                                                                                   |
|  | Caypullisaurus                                                                                    |
|  |                                                                                                   |
|  | "Platypterygius" hercynicus                                                                       |
|  |                                                                                                   |
|  | "Platypterygius" australis (=Longirostria)                                                        |
|  |                                                                                                   |
|  | Platypterygius (type species)                                                                     |
|  |                                                                                                   |
|  | \| \| Maiaspondylus \| \| \| \| \| \| "Platypterygius" americanus (=Tenuirostria)[12] \| \| \| \| |
|  |                                                                                                   |
|  | Maiaspondylus                                                                                     |
|  |                                                                                                   |
|  | "Platypterygius" americanus (=Tenuirostria)                                                       |
|  |                                                                                                   |

|  | Maiaspondylus                               |
|  |                                             |
|  | "Platypterygius" americanus (=Tenuirostria) |
|  |                                             |

|  | Arthropterygius                                                                                   |
|  |                                                                                                   |
|  | Caypullisaurus                                                                                    |
|  |                                                                                                   |
|  | "Platypterygius" hercynicus                                                                       |
|  |                                                                                                   |
|  | "Platypterygius" australis (=Longirostria)                                                        |
|  |                                                                                                   |
|  | Platypterygius (type species)                                                                     |
|  |                                                                                                   |
|  | \| \| Maiaspondylus \| \| \| \| \| \| "Platypterygius" americanus (=Tenuirostria)[12] \| \| \| \| |
|  |                                                                                                   |
|  | Maiaspondylus                                                                                     |
|  |                                                                                                   |
|  | "Platypterygius" americanus (=Tenuirostria)                                                       |
|  |                                                                                                   |

|  | Maiaspondylus                               |
|  |                                             |
|  | "Platypterygius" americanus (=Tenuirostria) |
|  |                                             |

|  | Aegirosaurus                   |
|  |                                |
|  | Ophthalmosaurus (type species) |
|  |                                |

|  | Arthropterygius                                                                                   |
|  |                                                                                                   |
|  | Caypullisaurus                                                                                    |
|  |                                                                                                   |
|  | "Platypterygius" hercynicus                                                                       |
|  |                                                                                                   |
|  | "Platypterygius" australis (=Longirostria)                                                        |
|  |                                                                                                   |
|  | Platypterygius (type species)                                                                     |
|  |                                                                                                   |
|  | \| \| Maiaspondylus \| \| \| \| \| \| "Platypterygius" americanus (=Tenuirostria)[12] \| \| \| \| |
|  |                                                                                                   |
|  | Maiaspondylus                                                                                     |
|  |                                                                                                   |
|  | "Platypterygius" americanus (=Tenuirostria)                                                       |
|  |                                                                                                   |

|  | Maiaspondylus                               |
|  |                                             |
|  | "Platypterygius" americanus (=Tenuirostria) |
|  |                                             |

|  | Arthropterygius                                                                                   |
|  |                                                                                                   |
|  | Caypullisaurus                                                                                    |
|  |                                                                                                   |
|  | "Platypterygius" hercynicus                                                                       |
|  |                                                                                                   |
|  | "Platypterygius" australis (=Longirostria)                                                        |
|  |                                                                                                   |
|  | Platypterygius (type species)                                                                     |
|  |                                                                                                   |
|  | \| \| Maiaspondylus \| \| \| \| \| \| "Platypterygius" americanus (=Tenuirostria)[12] \| \| \| \| |
|  |                                                                                                   |
|  | Maiaspondylus                                                                                     |
|  |                                                                                                   |
|  | "Platypterygius" americanus (=Tenuirostria)                                                       |
|  |                                                                                                   |

|  | Maiaspondylus                               |
|  |                                             |
|  | "Platypterygius" americanus (=Tenuirostria) |
|  |                                             |

|  | Arthropterygius                                                                                   |
|  |                                                                                                   |
|  | Caypullisaurus                                                                                    |
|  |                                                                                                   |
|  | "Platypterygius" hercynicus                                                                       |
|  |                                                                                                   |
|  | "Platypterygius" australis (=Longirostria)                                                        |
|  |                                                                                                   |
|  | Platypterygius (type species)                                                                     |
|  |                                                                                                   |
|  | \| \| Maiaspondylus \| \| \| \| \| \| "Platypterygius" americanus (=Tenuirostria)[12] \| \| \| \| |
|  |                                                                                                   |
|  | Maiaspondylus                                                                                     |
|  |                                                                                                   |
|  | "Platypterygius" americanus (=Tenuirostria)                                                       |
|  |                                                                                                   |

|  | Maiaspondylus                               |
|  |                                             |
|  | "Platypterygius" americanus (=Tenuirostria) |
|  |                                             |

|  | Arthropterygius                                                                                   |
|  |                                                                                                   |
|  | Caypullisaurus                                                                                    |
|  |                                                                                                   |
|  | "Platypterygius" hercynicus                                                                       |
|  |                                                                                                   |
|  | "Platypterygius" australis (=Longirostria)                                                        |
|  |                                                                                                   |
|  | Platypterygius (type species)                                                                     |
|  |                                                                                                   |
|  | \| \| Maiaspondylus \| \| \| \| \| \| "Platypterygius" americanus (=Tenuirostria)[12] \| \| \| \| |
|  |                                                                                                   |
|  | Maiaspondylus                                                                                     |
|  |                                                                                                   |
|  | "Platypterygius" americanus (=Tenuirostria)                                                       |
|  |                                                                                                   |

|  | Maiaspondylus                               |
|  |                                             |
|  | "Platypterygius" americanus (=Tenuirostria) |
|  |                                             |

|  | Arthropterygius                                                                                   |
|  |                                                                                                   |
|  | Caypullisaurus                                                                                    |
|  |                                                                                                   |
|  | "Platypterygius" hercynicus                                                                       |
|  |                                                                                                   |
|  | "Platypterygius" australis (=Longirostria)                                                        |
|  |                                                                                                   |
|  | Platypterygius (type species)                                                                     |
|  |                                                                                                   |
|  | \| \| Maiaspondylus \| \| \| \| \| \| "Platypterygius" americanus (=Tenuirostria)[12] \| \| \| \| |
|  |                                                                                                   |
|  | Maiaspondylus                                                                                     |
|  |                                                                                                   |
|  | "Platypterygius" americanus (=Tenuirostria)                                                       |
|  |                                                                                                   |

|  | Maiaspondylus                               |
|  |                                             |
|  | "Platypterygius" americanus (=Tenuirostria) |
|  |                                             |

|  | Arthropterygius                                                                                   |
|  |                                                                                                   |
|  | Caypullisaurus                                                                                    |
|  |                                                                                                   |
|  | "Platypterygius" hercynicus                                                                       |
|  |                                                                                                   |
|  | "Platypterygius" australis (=Longirostria)                                                        |
|  |                                                                                                   |
|  | Platypterygius (type species)                                                                     |
|  |                                                                                                   |
|  | \| \| Maiaspondylus \| \| \| \| \| \| "Platypterygius" americanus (=Tenuirostria)[12] \| \| \| \| |
|  |                                                                                                   |
|  | Maiaspondylus                                                                                     |
|  |                                                                                                   |
|  | "Platypterygius" americanus (=Tenuirostria)                                                       |
|  |                                                                                                   |

|  | Maiaspondylus                               |
|  |                                             |
|  | "Platypterygius" americanus (=Tenuirostria) |
|  |                                             |

|  | Arthropterygius                                                                                   |
|  |                                                                                                   |
|  | Caypullisaurus                                                                                    |
|  |                                                                                                   |
|  | "Platypterygius" hercynicus                                                                       |
|  |                                                                                                   |
|  | "Platypterygius" australis (=Longirostria)                                                        |
|  |                                                                                                   |
|  | Platypterygius (type species)                                                                     |
|  |                                                                                                   |
|  | \| \| Maiaspondylus \| \| \| \| \| \| "Platypterygius" americanus (=Tenuirostria)[12] \| \| \| \| |
|  |                                                                                                   |
|  | Maiaspondylus                                                                                     |
|  |                                                                                                   |
|  | "Platypterygius" americanus (=Tenuirostria)                                                       |
|  |                                                                                                   |

|  | Maiaspondylus                               |
|  |                                             |
|  | "Platypterygius" americanus (=Tenuirostria) |
|  |                                             |

|  | Arthropterygius                                                                                   |
|  |                                                                                                   |
|  | Caypullisaurus                                                                                    |
|  |                                                                                                   |
|  | "Platypterygius" hercynicus                                                                       |
|  |                                                                                                   |
|  | "Platypterygius" australis (=Longirostria)                                                        |
|  |                                                                                                   |
|  | Platypterygius (type species)                                                                     |
|  |                                                                                                   |
|  | \| \| Maiaspondylus \| \| \| \| \| \| "Platypterygius" americanus (=Tenuirostria)[12] \| \| \| \| |
|  |                                                                                                   |
|  | Maiaspondylus                                                                                     |
|  |                                                                                                   |
|  | "Platypterygius" americanus (=Tenuirostria)                                                       |
|  |                                                                                                   |

|  | Maiaspondylus                               |
|  |                                             |
|  | "Platypterygius" americanus (=Tenuirostria) |
|  |                                             |

|  | Aegirosaurus                   |
|  |                                |
|  | Ophthalmosaurus (type species) |
|  |                                |

|  | Arthropterygius                                                                                   |
|  |                                                                                                   |
|  | Caypullisaurus                                                                                    |
|  |                                                                                                   |
|  | "Platypterygius" hercynicus                                                                       |
|  |                                                                                                   |
|  | "Platypterygius" australis (=Longirostria)                                                        |
|  |                                                                                                   |
|  | Platypterygius (type species)                                                                     |
|  |                                                                                                   |
|  | \| \| Maiaspondylus \| \| \| \| \| \| "Platypterygius" americanus (=Tenuirostria)[12] \| \| \| \| |
|  |                                                                                                   |
|  | Maiaspondylus                                                                                     |
|  |                                                                                                   |
|  | "Platypterygius" americanus (=Tenuirostria)                                                       |
|  |                                                                                                   |

|  | Maiaspondylus                               |
|  |                                             |
|  | "Platypterygius" americanus (=Tenuirostria) |
|  |                                             |

|  | Arthropterygius                                                                                   |
|  |                                                                                                   |
|  | Caypullisaurus                                                                                    |
|  |                                                                                                   |
|  | "Platypterygius" hercynicus                                                                       |
|  |                                                                                                   |
|  | "Platypterygius" australis (=Longirostria)                                                        |
|  |                                                                                                   |
|  | Platypterygius (type species)                                                                     |
|  |                                                                                                   |
|  | \| \| Maiaspondylus \| \| \| \| \| \| "Platypterygius" americanus (=Tenuirostria)[12] \| \| \| \| |
|  |                                                                                                   |
|  | Maiaspondylus                                                                                     |
|  |                                                                                                   |
|  | "Platypterygius" americanus (=Tenuirostria)                                                       |
|  |                                                                                                   |

|  | Maiaspondylus                               |
|  |                                             |
|  | "Platypterygius" americanus (=Tenuirostria) |
|  |                                             |

|  | Arthropterygius                                                                                   |
|  |                                                                                                   |
|  | Caypullisaurus                                                                                    |
|  |                                                                                                   |
|  | "Platypterygius" hercynicus                                                                       |
|  |                                                                                                   |
|  | "Platypterygius" australis (=Longirostria)                                                        |
|  |                                                                                                   |
|  | Platypterygius (type species)                                                                     |
|  |                                                                                                   |
|  | \| \| Maiaspondylus \| \| \| \| \| \| "Platypterygius" americanus (=Tenuirostria)[12] \| \| \| \| |
|  |                                                                                                   |
|  | Maiaspondylus                                                                                     |
|  |                                                                                                   |
|  | "Platypterygius" americanus (=Tenuirostria)                                                       |
|  |                                                                                                   |

|  | Maiaspondylus                               |
|  |                                             |
|  | "Platypterygius" americanus (=Tenuirostria) |
|  |                                             |

|  | Arthropterygius                                                                                   |
|  |                                                                                                   |
|  | Caypullisaurus                                                                                    |
|  |                                                                                                   |
|  | "Platypterygius" hercynicus                                                                       |
|  |                                                                                                   |
|  | "Platypterygius" australis (=Longirostria)                                                        |
|  |                                                                                                   |
|  | Platypterygius (type species)                                                                     |
|  |                                                                                                   |
|  | \| \| Maiaspondylus \| \| \| \| \| \| "Platypterygius" americanus (=Tenuirostria)[12] \| \| \| \| |
|  |                                                                                                   |
|  | Maiaspondylus                                                                                     |
|  |                                                                                                   |
|  | "Platypterygius" americanus (=Tenuirostria)                                                       |
|  |                                                                                                   |

|  | Maiaspondylus                               |
|  |                                             |
|  | "Platypterygius" americanus (=Tenuirostria) |
|  |                                             |

|  | Arthropterygius                                                                                   |
|  |                                                                                                   |
|  | Caypullisaurus                                                                                    |
|  |                                                                                                   |
|  | "Platypterygius" hercynicus                                                                       |
|  |                                                                                                   |
|  | "Platypterygius" australis (=Longirostria)                                                        |
|  |                                                                                                   |
|  | Platypterygius (type species)                                                                     |
|  |                                                                                                   |
|  | \| \| Maiaspondylus \| \| \| \| \| \| "Platypterygius" americanus (=Tenuirostria)[12] \| \| \| \| |
|  |                                                                                                   |
|  | Maiaspondylus                                                                                     |
|  |                                                                                                   |
|  | "Platypterygius" americanus (=Tenuirostria)                                                       |
|  |                                                                                                   |

|  | Maiaspondylus                               |
|  |                                             |
|  | "Platypterygius" americanus (=Tenuirostria) |
|  |                                             |

|  | Arthropterygius                                                                                   |
|  |                                                                                                   |
|  | Caypullisaurus                                                                                    |
|  |                                                                                                   |
|  | "Platypterygius" hercynicus                                                                       |
|  |                                                                                                   |
|  | "Platypterygius" australis (=Longirostria)                                                        |
|  |                                                                                                   |
|  | Platypterygius (type species)                                                                     |
|  |                                                                                                   |
|  | \| \| Maiaspondylus \| \| \| \| \| \| "Platypterygius" americanus (=Tenuirostria)[12] \| \| \| \| |
|  |                                                                                                   |
|  | Maiaspondylus                                                                                     |
|  |                                                                                                   |
|  | "Platypterygius" americanus (=Tenuirostria)                                                       |
|  |                                                                                                   |

|  | Maiaspondylus                               |
|  |                                             |
|  | "Platypterygius" americanus (=Tenuirostria) |
|  |                                             |

|  | Arthropterygius                                                                                   |
|  |                                                                                                   |
|  | Caypullisaurus                                                                                    |
|  |                                                                                                   |
|  | "Platypterygius" hercynicus                                                                       |
|  |                                                                                                   |
|  | "Platypterygius" australis (=Longirostria)                                                        |
|  |                                                                                                   |
|  | Platypterygius (type species)                                                                     |
|  |                                                                                                   |
|  | \| \| Maiaspondylus \| \| \| \| \| \| "Platypterygius" americanus (=Tenuirostria)[12] \| \| \| \| |
|  |                                                                                                   |
|  | Maiaspondylus                                                                                     |
|  |                                                                                                   |
|  | "Platypterygius" americanus (=Tenuirostria)                                                       |
|  |                                                                                                   |

|  | Maiaspondylus                               |
|  |                                             |
|  | "Platypterygius" americanus (=Tenuirostria) |
|  |                                             |

|  | Arthropterygius                                                                                   |
|  |                                                                                                   |
|  | Caypullisaurus                                                                                    |
|  |                                                                                                   |
|  | "Platypterygius" hercynicus                                                                       |
|  |                                                                                                   |
|  | "Platypterygius" australis (=Longirostria)                                                        |
|  |                                                                                                   |
|  | Platypterygius (type species)                                                                     |
|  |                                                                                                   |
|  | \| \| Maiaspondylus \| \| \| \| \| \| "Platypterygius" americanus (=Tenuirostria)[12] \| \| \| \| |
|  |                                                                                                   |
|  | Maiaspondylus                                                                                     |
|  |                                                                                                   |
|  | "Platypterygius" americanus (=Tenuirostria)                                                       |
|  |                                                                                                   |

|  | Maiaspondylus                               |
|  |                                             |
|  | "Platypterygius" americanus (=Tenuirostria) |
|  |                                             |

|  | Aegirosaurus                   |
|  |                                |
|  | Ophthalmosaurus (type species) |
|  |                                |

|  | Arthropterygius                                                                                   |
|  |                                                                                                   |
|  | Caypullisaurus                                                                                    |
|  |                                                                                                   |
|  | "Platypterygius" hercynicus                                                                       |
|  |                                                                                                   |
|  | "Platypterygius" australis (=Longirostria)                                                        |
|  |                                                                                                   |
|  | Platypterygius (type species)                                                                     |
|  |                                                                                                   |
|  | \| \| Maiaspondylus \| \| \| \| \| \| "Platypterygius" americanus (=Tenuirostria)[12] \| \| \| \| |
|  |                                                                                                   |
|  | Maiaspondylus                                                                                     |
|  |                                                                                                   |
|  | "Platypterygius" americanus (=Tenuirostria)                                                       |
|  |                                                                                                   |

|  | Maiaspondylus                               |
|  |                                             |
|  | "Platypterygius" americanus (=Tenuirostria) |
|  |                                             |

|  | Arthropterygius                                                                                   |
|  |                                                                                                   |
|  | Caypullisaurus                                                                                    |
|  |                                                                                                   |
|  | "Platypterygius" hercynicus                                                                       |
|  |                                                                                                   |
|  | "Platypterygius" australis (=Longirostria)                                                        |
|  |                                                                                                   |
|  | Platypterygius (type species)                                                                     |
|  |                                                                                                   |
|  | \| \| Maiaspondylus \| \| \| \| \| \| "Platypterygius" americanus (=Tenuirostria)[12] \| \| \| \| |
|  |                                                                                                   |
|  | Maiaspondylus                                                                                     |
|  |                                                                                                   |
|  | "Platypterygius" americanus (=Tenuirostria)                                                       |
|  |                                                                                                   |

|  | Maiaspondylus                               |
|  |                                             |
|  | "Platypterygius" americanus (=Tenuirostria) |
|  |                                             |

|  | Arthropterygius                                                                                   |
|  |                                                                                                   |
|  | Caypullisaurus                                                                                    |
|  |                                                                                                   |
|  | "Platypterygius" hercynicus                                                                       |
|  |                                                                                                   |
|  | "Platypterygius" australis (=Longirostria)                                                        |
|  |                                                                                                   |
|  | Platypterygius (type species)                                                                     |
|  |                                                                                                   |
|  | \| \| Maiaspondylus \| \| \| \| \| \| "Platypterygius" americanus (=Tenuirostria)[12] \| \| \| \| |
|  |                                                                                                   |
|  | Maiaspondylus                                                                                     |
|  |                                                                                                   |
|  | "Platypterygius" americanus (=Tenuirostria)                                                       |
|  |                                                                                                   |

|  | Maiaspondylus                               |
|  |                                             |
|  | "Platypterygius" americanus (=Tenuirostria) |
|  |                                             |

|  | Arthropterygius                                                                                   |
|  |                                                                                                   |
|  | Caypullisaurus                                                                                    |
|  |                                                                                                   |
|  | "Platypterygius" hercynicus                                                                       |
|  |                                                                                                   |
|  | "Platypterygius" australis (=Longirostria)                                                        |
|  |                                                                                                   |
|  | Platypterygius (type species)                                                                     |
|  |                                                                                                   |
|  | \| \| Maiaspondylus \| \| \| \| \| \| "Platypterygius" americanus (=Tenuirostria)[12] \| \| \| \| |
|  |                                                                                                   |
|  | Maiaspondylus                                                                                     |
|  |                                                                                                   |
|  | "Platypterygius" americanus (=Tenuirostria)                                                       |
|  |                                                                                                   |

|  | Maiaspondylus                               |
|  |                                             |
|  | "Platypterygius" americanus (=Tenuirostria) |
|  |                                             |

|  | Arthropterygius                                                                                   |
|  |                                                                                                   |
|  | Caypullisaurus                                                                                    |
|  |                                                                                                   |
|  | "Platypterygius" hercynicus                                                                       |
|  |                                                                                                   |
|  | "Platypterygius" australis (=Longirostria)                                                        |
|  |                                                                                                   |
|  | Platypterygius (type species)                                                                     |
|  |                                                                                                   |
|  | \| \| Maiaspondylus \| \| \| \| \| \| "Platypterygius" americanus (=Tenuirostria)[12] \| \| \| \| |
|  |                                                                                                   |
|  | Maiaspondylus                                                                                     |
|  |                                                                                                   |
|  | "Platypterygius" americanus (=Tenuirostria)                                                       |
|  |                                                                                                   |

|  | Maiaspondylus                               |
|  |                                             |
|  | "Platypterygius" americanus (=Tenuirostria) |
|  |                                             |

|  | Arthropterygius                                                                                   |
|  |                                                                                                   |
|  | Caypullisaurus                                                                                    |
|  |                                                                                                   |
|  | "Platypterygius" hercynicus                                                                       |
|  |                                                                                                   |
|  | "Platypterygius" australis (=Longirostria)                                                        |
|  |                                                                                                   |
|  | Platypterygius (type species)                                                                     |
|  |                                                                                                   |
|  | \| \| Maiaspondylus \| \| \| \| \| \| "Platypterygius" americanus (=Tenuirostria)[12] \| \| \| \| |
|  |                                                                                                   |
|  | Maiaspondylus                                                                                     |
|  |                                                                                                   |
|  | "Platypterygius" americanus (=Tenuirostria)                                                       |
|  |                                                                                                   |

|  | Maiaspondylus                               |
|  |                                             |
|  | "Platypterygius" americanus (=Tenuirostria) |
|  |                                             |

|  | Arthropterygius                                                                                   |
|  |                                                                                                   |
|  | Caypullisaurus                                                                                    |
|  |                                                                                                   |
|  | "Platypterygius" hercynicus                                                                       |
|  |                                                                                                   |
|  | "Platypterygius" australis (=Longirostria)                                                        |
|  |                                                                                                   |
|  | Platypterygius (type species)                                                                     |
|  |                                                                                                   |
|  | \| \| Maiaspondylus \| \| \| \| \| \| "Platypterygius" americanus (=Tenuirostria)[12] \| \| \| \| |
|  |                                                                                                   |
|  | Maiaspondylus                                                                                     |
|  |                                                                                                   |
|  | "Platypterygius" americanus (=Tenuirostria)                                                       |
|  |                                                                                                   |

|  | Maiaspondylus                               |
|  |                                             |
|  | "Platypterygius" americanus (=Tenuirostria) |
|  |                                             |

|  | Arthropterygius                                                                                   |
|  |                                                                                                   |
|  | Caypullisaurus                                                                                    |
|  |                                                                                                   |
|  | "Platypterygius" hercynicus                                                                       |
|  |                                                                                                   |
|  | "Platypterygius" australis (=Longirostria)                                                        |
|  |                                                                                                   |
|  | Platypterygius (type species)                                                                     |
|  |                                                                                                   |
|  | \| \| Maiaspondylus \| \| \| \| \| \| "Platypterygius" americanus (=Tenuirostria)[12] \| \| \| \| |
|  |                                                                                                   |
|  | Maiaspondylus                                                                                     |
|  |                                                                                                   |
|  | "Platypterygius" americanus (=Tenuirostria)                                                       |
|  |                                                                                                   |

|  | Maiaspondylus                               |
|  |                                             |
|  | "Platypterygius" americanus (=Tenuirostria) |
|  |                                             |

|  | Aegirosaurus                   |
|  |                                |
|  | Ophthalmosaurus (type species) |
|  |                                |

|  | Arthropterygius                                                                                   |
|  |                                                                                                   |
|  | Caypullisaurus                                                                                    |
|  |                                                                                                   |
|  | "Platypterygius" hercynicus                                                                       |
|  |                                                                                                   |
|  | "Platypterygius" australis (=Longirostria)                                                        |
|  |                                                                                                   |
|  | Platypterygius (type species)                                                                     |
|  |                                                                                                   |
|  | \| \| Maiaspondylus \| \| \| \| \| \| "Platypterygius" americanus (=Tenuirostria)[12] \| \| \| \| |
|  |                                                                                                   |
|  | Maiaspondylus                                                                                     |
|  |                                                                                                   |
|  | "Platypterygius" americanus (=Tenuirostria)                                                       |
|  |                                                                                                   |

|  | Maiaspondylus                               |
|  |                                             |
|  | "Platypterygius" americanus (=Tenuirostria) |
|  |                                             |

|  | Arthropterygius                                                                                   |
|  |                                                                                                   |
|  | Caypullisaurus                                                                                    |
|  |                                                                                                   |
|  | "Platypterygius" hercynicus                                                                       |
|  |                                                                                                   |
|  | "Platypterygius" australis (=Longirostria)                                                        |
|  |                                                                                                   |
|  | Platypterygius (type species)                                                                     |
|  |                                                                                                   |
|  | \| \| Maiaspondylus \| \| \| \| \| \| "Platypterygius" americanus (=Tenuirostria)[12] \| \| \| \| |
|  |                                                                                                   |
|  | Maiaspondylus                                                                                     |
|  |                                                                                                   |
|  | "Platypterygius" americanus (=Tenuirostria)                                                       |
|  |                                                                                                   |

|  | Maiaspondylus                               |
|  |                                             |
|  | "Platypterygius" americanus (=Tenuirostria) |
|  |                                             |

|  | Arthropterygius                                                                                   |
|  |                                                                                                   |
|  | Caypullisaurus                                                                                    |
|  |                                                                                                   |
|  | "Platypterygius" hercynicus                                                                       |
|  |                                                                                                   |
|  | "Platypterygius" australis (=Longirostria)                                                        |
|  |                                                                                                   |
|  | Platypterygius (type species)                                                                     |
|  |                                                                                                   |
|  | \| \| Maiaspondylus \| \| \| \| \| \| "Platypterygius" americanus (=Tenuirostria)[12] \| \| \| \| |
|  |                                                                                                   |
|  | Maiaspondylus                                                                                     |
|  |                                                                                                   |
|  | "Platypterygius" americanus (=Tenuirostria)                                                       |
|  |                                                                                                   |

|  | Maiaspondylus                               |
|  |                                             |
|  | "Platypterygius" americanus (=Tenuirostria) |
|  |                                             |

|  | Arthropterygius                                                                                   |
|  |                                                                                                   |
|  | Caypullisaurus                                                                                    |
|  |                                                                                                   |
|  | "Platypterygius" hercynicus                                                                       |
|  |                                                                                                   |
|  | "Platypterygius" australis (=Longirostria)                                                        |
|  |                                                                                                   |
|  | Platypterygius (type species)                                                                     |
|  |                                                                                                   |
|  | \| \| Maiaspondylus \| \| \| \| \| \| "Platypterygius" americanus (=Tenuirostria)[12] \| \| \| \| |
|  |                                                                                                   |
|  | Maiaspondylus                                                                                     |
|  |                                                                                                   |
|  | "Platypterygius" americanus (=Tenuirostria)                                                       |
|  |                                                                                                   |

|  | Maiaspondylus                               |
|  |                                             |
|  | "Platypterygius" americanus (=Tenuirostria) |
|  |                                             |

|  | Arthropterygius                                                                                   |
|  |                                                                                                   |
|  | Caypullisaurus                                                                                    |
|  |                                                                                                   |
|  | "Platypterygius" hercynicus                                                                       |
|  |                                                                                                   |
|  | "Platypterygius" australis (=Longirostria)                                                        |
|  |                                                                                                   |
|  | Platypterygius (type species)                                                                     |
|  |                                                                                                   |
|  | \| \| Maiaspondylus \| \| \| \| \| \| "Platypterygius" americanus (=Tenuirostria)[12] \| \| \| \| |
|  |                                                                                                   |
|  | Maiaspondylus                                                                                     |
|  |                                                                                                   |
|  | "Platypterygius" americanus (=Tenuirostria)                                                       |
|  |                                                                                                   |

|  | Maiaspondylus                               |
|  |                                             |
|  | "Platypterygius" americanus (=Tenuirostria) |
|  |                                             |

|  | Arthropterygius                                                                                   |
|  |                                                                                                   |
|  | Caypullisaurus                                                                                    |
|  |                                                                                                   |
|  | "Platypterygius" hercynicus                                                                       |
|  |                                                                                                   |
|  | "Platypterygius" australis (=Longirostria)                                                        |
|  |                                                                                                   |
|  | Platypterygius (type species)                                                                     |
|  |                                                                                                   |
|  | \| \| Maiaspondylus \| \| \| \| \| \| "Platypterygius" americanus (=Tenuirostria)[12] \| \| \| \| |
|  |                                                                                                   |
|  | Maiaspondylus                                                                                     |
|  |                                                                                                   |
|  | "Platypterygius" americanus (=Tenuirostria)                                                       |
|  |                                                                                                   |

|  | Maiaspondylus                               |
|  |                                             |
|  | "Platypterygius" americanus (=Tenuirostria) |
|  |                                             |

|  | Arthropterygius                                                                                   |
|  |                                                                                                   |
|  | Caypullisaurus                                                                                    |
|  |                                                                                                   |
|  | "Platypterygius" hercynicus                                                                       |
|  |                                                                                                   |
|  | "Platypterygius" australis (=Longirostria)                                                        |
|  |                                                                                                   |
|  | Platypterygius (type species)                                                                     |
|  |                                                                                                   |
|  | \| \| Maiaspondylus \| \| \| \| \| \| "Platypterygius" americanus (=Tenuirostria)[12] \| \| \| \| |
|  |                                                                                                   |
|  | Maiaspondylus                                                                                     |
|  |                                                                                                   |
|  | "Platypterygius" americanus (=Tenuirostria)                                                       |
|  |                                                                                                   |

|  | Maiaspondylus                               |
|  |                                             |
|  | "Platypterygius" americanus (=Tenuirostria) |
|  |                                             |

|  | Arthropterygius                                                                                   |
|  |                                                                                                   |
|  | Caypullisaurus                                                                                    |
|  |                                                                                                   |
|  | "Platypterygius" hercynicus                                                                       |
|  |                                                                                                   |
|  | "Platypterygius" australis (=Longirostria)                                                        |
|  |                                                                                                   |
|  | Platypterygius (type species)                                                                     |
|  |                                                                                                   |
|  | \| \| Maiaspondylus \| \| \| \| \| \| "Platypterygius" americanus (=Tenuirostria)[12] \| \| \| \| |
|  |                                                                                                   |
|  | Maiaspondylus                                                                                     |
|  |                                                                                                   |
|  | "Platypterygius" americanus (=Tenuirostria)                                                       |
|  |                                                                                                   |

|  | Maiaspondylus                               |
|  |                                             |
|  | "Platypterygius" americanus (=Tenuirostria) |
|  |                                             |

|  | Aegirosaurus                   |
|  |                                |
|  | Ophthalmosaurus (type species) |
|  |                                |

|  | Arthropterygius                                                                                   |
|  |                                                                                                   |
|  | Caypullisaurus                                                                                    |
|  |                                                                                                   |
|  | "Platypterygius" hercynicus                                                                       |
|  |                                                                                                   |
|  | "Platypterygius" australis (=Longirostria)                                                        |
|  |                                                                                                   |
|  | Platypterygius (type species)                                                                     |
|  |                                                                                                   |
|  | \| \| Maiaspondylus \| \| \| \| \| \| "Platypterygius" americanus (=Tenuirostria)[12] \| \| \| \| |
|  |                                                                                                   |
|  | Maiaspondylus                                                                                     |
|  |                                                                                                   |
|  | "Platypterygius" americanus (=Tenuirostria)                                                       |
|  |                                                                                                   |

|  | Maiaspondylus                               |
|  |                                             |
|  | "Platypterygius" americanus (=Tenuirostria) |
|  |                                             |

|  | Arthropterygius                                                                                   |
|  |                                                                                                   |
|  | Caypullisaurus                                                                                    |
|  |                                                                                                   |
|  | "Platypterygius" hercynicus                                                                       |
|  |                                                                                                   |
|  | "Platypterygius" australis (=Longirostria)                                                        |
|  |                                                                                                   |
|  | Platypterygius (type species)                                                                     |
|  |                                                                                                   |
|  | \| \| Maiaspondylus \| \| \| \| \| \| "Platypterygius" americanus (=Tenuirostria)[12] \| \| \| \| |
|  |                                                                                                   |
|  | Maiaspondylus                                                                                     |
|  |                                                                                                   |
|  | "Platypterygius" americanus (=Tenuirostria)                                                       |
|  |                                                                                                   |

|  | Maiaspondylus                               |
|  |                                             |
|  | "Platypterygius" americanus (=Tenuirostria) |
|  |                                             |

|  | Arthropterygius                                                                                   |
|  |                                                                                                   |
|  | Caypullisaurus                                                                                    |
|  |                                                                                                   |
|  | "Platypterygius" hercynicus                                                                       |
|  |                                                                                                   |
|  | "Platypterygius" australis (=Longirostria)                                                        |
|  |                                                                                                   |
|  | Platypterygius (type species)                                                                     |
|  |                                                                                                   |
|  | \| \| Maiaspondylus \| \| \| \| \| \| "Platypterygius" americanus (=Tenuirostria)[12] \| \| \| \| |
|  |                                                                                                   |
|  | Maiaspondylus                                                                                     |
|  |                                                                                                   |
|  | "Platypterygius" americanus (=Tenuirostria)                                                       |
|  |                                                                                                   |

|  | Maiaspondylus                               |
|  |                                             |
|  | "Platypterygius" americanus (=Tenuirostria) |
|  |                                             |

|  | Arthropterygius                                                                                   |
|  |                                                                                                   |
|  | Caypullisaurus                                                                                    |
|  |                                                                                                   |
|  | "Platypterygius" hercynicus                                                                       |
|  |                                                                                                   |
|  | "Platypterygius" australis (=Longirostria)                                                        |
|  |                                                                                                   |
|  | Platypterygius (type species)                                                                     |
|  |                                                                                                   |
|  | \| \| Maiaspondylus \| \| \| \| \| \| "Platypterygius" americanus (=Tenuirostria)[12] \| \| \| \| |
|  |                                                                                                   |
|  | Maiaspondylus                                                                                     |
|  |                                                                                                   |
|  | "Platypterygius" americanus (=Tenuirostria)                                                       |
|  |                                                                                                   |

|  | Maiaspondylus                               |
|  |                                             |
|  | "Platypterygius" americanus (=Tenuirostria) |
|  |                                             |

|  | Arthropterygius                                                                                   |
|  |                                                                                                   |
|  | Caypullisaurus                                                                                    |
|  |                                                                                                   |
|  | "Platypterygius" hercynicus                                                                       |
|  |                                                                                                   |
|  | "Platypterygius" australis (=Longirostria)                                                        |
|  |                                                                                                   |
|  | Platypterygius (type species)                                                                     |
|  |                                                                                                   |
|  | \| \| Maiaspondylus \| \| \| \| \| \| "Platypterygius" americanus (=Tenuirostria)[12] \| \| \| \| |
|  |                                                                                                   |
|  | Maiaspondylus                                                                                     |
|  |                                                                                                   |
|  | "Platypterygius" americanus (=Tenuirostria)                                                       |
|  |                                                                                                   |

|  | Maiaspondylus                               |
|  |                                             |
|  | "Platypterygius" americanus (=Tenuirostria) |
|  |                                             |

|  | Arthropterygius                                                                                   |
|  |                                                                                                   |
|  | Caypullisaurus                                                                                    |
|  |                                                                                                   |
|  | "Platypterygius" hercynicus                                                                       |
|  |                                                                                                   |
|  | "Platypterygius" australis (=Longirostria)                                                        |
|  |                                                                                                   |
|  | Platypterygius (type species)                                                                     |
|  |                                                                                                   |
|  | \| \| Maiaspondylus \| \| \| \| \| \| "Platypterygius" americanus (=Tenuirostria)[12] \| \| \| \| |
|  |                                                                                                   |
|  | Maiaspondylus                                                                                     |
|  |                                                                                                   |
|  | "Platypterygius" americanus (=Tenuirostria)                                                       |
|  |                                                                                                   |

|  | Maiaspondylus                               |
|  |                                             |
|  | "Platypterygius" americanus (=Tenuirostria) |
|  |                                             |

|  | Arthropterygius                                                                                   |
|  |                                                                                                   |
|  | Caypullisaurus                                                                                    |
|  |                                                                                                   |
|  | "Platypterygius" hercynicus                                                                       |
|  |                                                                                                   |
|  | "Platypterygius" australis (=Longirostria)                                                        |
|  |                                                                                                   |
|  | Platypterygius (type species)                                                                     |
|  |                                                                                                   |
|  | \| \| Maiaspondylus \| \| \| \| \| \| "Platypterygius" americanus (=Tenuirostria)[12] \| \| \| \| |
|  |                                                                                                   |
|  | Maiaspondylus                                                                                     |
|  |                                                                                                   |
|  | "Platypterygius" americanus (=Tenuirostria)                                                       |
|  |                                                                                                   |

|  | Maiaspondylus                               |
|  |                                             |
|  | "Platypterygius" americanus (=Tenuirostria) |
|  |                                             |

|  | Arthropterygius                                                                                   |
|  |                                                                                                   |
|  | Caypullisaurus                                                                                    |
|  |                                                                                                   |
|  | "Platypterygius" hercynicus                                                                       |
|  |                                                                                                   |
|  | "Platypterygius" australis (=Longirostria)                                                        |
|  |                                                                                                   |
|  | Platypterygius (type species)                                                                     |
|  |                                                                                                   |
|  | \| \| Maiaspondylus \| \| \| \| \| \| "Platypterygius" americanus (=Tenuirostria)[12] \| \| \| \| |
|  |                                                                                                   |
|  | Maiaspondylus                                                                                     |
|  |                                                                                                   |
|  | "Platypterygius" americanus (=Tenuirostria)                                                       |
|  |                                                                                                   |

|  | Maiaspondylus                               |
|  |                                             |
|  | "Platypterygius" americanus (=Tenuirostria) |
|  |                                             |

|  | Aegirosaurus                   |
|  |                                |
|  | Ophthalmosaurus (type species) |
|  |                                |

|  | Arthropterygius                                                                                   |
|  |                                                                                                   |
|  | Caypullisaurus                                                                                    |
|  |                                                                                                   |
|  | "Platypterygius" hercynicus                                                                       |
|  |                                                                                                   |
|  | "Platypterygius" australis (=Longirostria)                                                        |
|  |                                                                                                   |
|  | Platypterygius (type species)                                                                     |
|  |                                                                                                   |
|  | \| \| Maiaspondylus \| \| \| \| \| \| "Platypterygius" americanus (=Tenuirostria)[12] \| \| \| \| |
|  |                                                                                                   |
|  | Maiaspondylus                                                                                     |
|  |                                                                                                   |
|  | "Platypterygius" americanus (=Tenuirostria)                                                       |
|  |                                                                                                   |

|  | Maiaspondylus                               |
|  |                                             |
|  | "Platypterygius" americanus (=Tenuirostria) |
|  |                                             |

|  | Arthropterygius                                                                                   |
|  |                                                                                                   |
|  | Caypullisaurus                                                                                    |
|  |                                                                                                   |
|  | "Platypterygius" hercynicus                                                                       |
|  |                                                                                                   |
|  | "Platypterygius" australis (=Longirostria)                                                        |
|  |                                                                                                   |
|  | Platypterygius (type species)                                                                     |
|  |                                                                                                   |
|  | \| \| Maiaspondylus \| \| \| \| \| \| "Platypterygius" americanus (=Tenuirostria)[12] \| \| \| \| |
|  |                                                                                                   |
|  | Maiaspondylus                                                                                     |
|  |                                                                                                   |
|  | "Platypterygius" americanus (=Tenuirostria)                                                       |
|  |                                                                                                   |

|  | Maiaspondylus                               |
|  |                                             |
|  | "Platypterygius" americanus (=Tenuirostria) |
|  |                                             |

|  | Arthropterygius                                                                                   |
|  |                                                                                                   |
|  | Caypullisaurus                                                                                    |
|  |                                                                                                   |
|  | "Platypterygius" hercynicus                                                                       |
|  |                                                                                                   |
|  | "Platypterygius" australis (=Longirostria)                                                        |
|  |                                                                                                   |
|  | Platypterygius (type species)                                                                     |
|  |                                                                                                   |
|  | \| \| Maiaspondylus \| \| \| \| \| \| "Platypterygius" americanus (=Tenuirostria)[12] \| \| \| \| |
|  |                                                                                                   |
|  | Maiaspondylus                                                                                     |
|  |                                                                                                   |
|  | "Platypterygius" americanus (=Tenuirostria)                                                       |
|  |                                                                                                   |

|  | Maiaspondylus                               |
|  |                                             |
|  | "Platypterygius" americanus (=Tenuirostria) |
|  |                                             |

|  | Arthropterygius                                                                                   |
|  |                                                                                                   |
|  | Caypullisaurus                                                                                    |
|  |                                                                                                   |
|  | "Platypterygius" hercynicus                                                                       |
|  |                                                                                                   |
|  | "Platypterygius" australis (=Longirostria)                                                        |
|  |                                                                                                   |
|  | Platypterygius (type species)                                                                     |
|  |                                                                                                   |
|  | \| \| Maiaspondylus \| \| \| \| \| \| "Platypterygius" americanus (=Tenuirostria)[12] \| \| \| \| |
|  |                                                                                                   |
|  | Maiaspondylus                                                                                     |
|  |                                                                                                   |
|  | "Platypterygius" americanus (=Tenuirostria)                                                       |
|  |                                                                                                   |

|  | Maiaspondylus                               |
|  |                                             |
|  | "Platypterygius" americanus (=Tenuirostria) |
|  |                                             |

|  | Arthropterygius                                                                                   |
|  |                                                                                                   |
|  | Caypullisaurus                                                                                    |
|  |                                                                                                   |
|  | "Platypterygius" hercynicus                                                                       |
|  |                                                                                                   |
|  | "Platypterygius" australis (=Longirostria)                                                        |
|  |                                                                                                   |
|  | Platypterygius (type species)                                                                     |
|  |                                                                                                   |
|  | \| \| Maiaspondylus \| \| \| \| \| \| "Platypterygius" americanus (=Tenuirostria)[12] \| \| \| \| |
|  |                                                                                                   |
|  | Maiaspondylus                                                                                     |
|  |                                                                                                   |
|  | "Platypterygius" americanus (=Tenuirostria)                                                       |
|  |                                                                                                   |

|  | Maiaspondylus                               |
|  |                                             |
|  | "Platypterygius" americanus (=Tenuirostria) |
|  |                                             |

|  | Arthropterygius                                                                                   |
|  |                                                                                                   |
|  | Caypullisaurus                                                                                    |
|  |                                                                                                   |
|  | "Platypterygius" hercynicus                                                                       |
|  |                                                                                                   |
|  | "Platypterygius" australis (=Longirostria)                                                        |
|  |                                                                                                   |
|  | Platypterygius (type species)                                                                     |
|  |                                                                                                   |
|  | \| \| Maiaspondylus \| \| \| \| \| \| "Platypterygius" americanus (=Tenuirostria)[12] \| \| \| \| |
|  |                                                                                                   |
|  | Maiaspondylus                                                                                     |
|  |                                                                                                   |
|  | "Platypterygius" americanus (=Tenuirostria)                                                       |
|  |                                                                                                   |

|  | Maiaspondylus                               |
|  |                                             |
|  | "Platypterygius" americanus (=Tenuirostria) |
|  |                                             |

|  | Arthropterygius                                                                                   |
|  |                                                                                                   |
|  | Caypullisaurus                                                                                    |
|  |                                                                                                   |
|  | "Platypterygius" hercynicus                                                                       |
|  |                                                                                                   |
|  | "Platypterygius" australis (=Longirostria)                                                        |
|  |                                                                                                   |
|  | Platypterygius (type species)                                                                     |
|  |                                                                                                   |
|  | \| \| Maiaspondylus \| \| \| \| \| \| "Platypterygius" americanus (=Tenuirostria)[12] \| \| \| \| |
|  |                                                                                                   |
|  | Maiaspondylus                                                                                     |
|  |                                                                                                   |
|  | "Platypterygius" americanus (=Tenuirostria)                                                       |
|  |                                                                                                   |

|  | Maiaspondylus                               |
|  |                                             |
|  | "Platypterygius" americanus (=Tenuirostria) |
|  |                                             |

|  | Arthropterygius                                                                                   |
|  |                                                                                                   |
|  | Caypullisaurus                                                                                    |
|  |                                                                                                   |
|  | "Platypterygius" hercynicus                                                                       |
|  |                                                                                                   |
|  | "Platypterygius" australis (=Longirostria)                                                        |
|  |                                                                                                   |
|  | Platypterygius (type species)                                                                     |
|  |                                                                                                   |
|  | \| \| Maiaspondylus \| \| \| \| \| \| "Platypterygius" americanus (=Tenuirostria)[12] \| \| \| \| |
|  |                                                                                                   |
|  | Maiaspondylus                                                                                     |
|  |                                                                                                   |
|  | "Platypterygius" americanus (=Tenuirostria)                                                       |
|  |                                                                                                   |

|  | Maiaspondylus                               |
|  |                                             |
|  | "Platypterygius" americanus (=Tenuirostria) |
|  |                                             |

|  | Aegirosaurus                   |
|  |                                |
|  | Ophthalmosaurus (type species) |
|  |                                |

|  | Arthropterygius                                                                                   |
|  |                                                                                                   |
|  | Caypullisaurus                                                                                    |
|  |                                                                                                   |
|  | "Platypterygius" hercynicus                                                                       |
|  |                                                                                                   |
|  | "Platypterygius" australis (=Longirostria)                                                        |
|  |                                                                                                   |
|  | Platypterygius (type species)                                                                     |
|  |                                                                                                   |
|  | \| \| Maiaspondylus \| \| \| \| \| \| "Platypterygius" americanus (=Tenuirostria)[12] \| \| \| \| |
|  |                                                                                                   |
|  | Maiaspondylus                                                                                     |
|  |                                                                                                   |
|  | "Platypterygius" americanus (=Tenuirostria)                                                       |
|  |                                                                                                   |

|  | Maiaspondylus                               |
|  |                                             |
|  | "Platypterygius" americanus (=Tenuirostria) |
|  |                                             |

|  | Arthropterygius                                                                                   |
|  |                                                                                                   |
|  | Caypullisaurus                                                                                    |
|  |                                                                                                   |
|  | "Platypterygius" hercynicus                                                                       |
|  |                                                                                                   |
|  | "Platypterygius" australis (=Longirostria)                                                        |
|  |                                                                                                   |
|  | Platypterygius (type species)                                                                     |
|  |                                                                                                   |
|  | \| \| Maiaspondylus \| \| \| \| \| \| "Platypterygius" americanus (=Tenuirostria)[12] \| \| \| \| |
|  |                                                                                                   |
|  | Maiaspondylus                                                                                     |
|  |                                                                                                   |
|  | "Platypterygius" americanus (=Tenuirostria)                                                       |
|  |                                                                                                   |

|  | Maiaspondylus                               |
|  |                                             |
|  | "Platypterygius" americanus (=Tenuirostria) |
|  |                                             |

|  | Arthropterygius                                                                                   |
|  |                                                                                                   |
|  | Caypullisaurus                                                                                    |
|  |                                                                                                   |
|  | "Platypterygius" hercynicus                                                                       |
|  |                                                                                                   |
|  | "Platypterygius" australis (=Longirostria)                                                        |
|  |                                                                                                   |
|  | Platypterygius (type species)                                                                     |
|  |                                                                                                   |
|  | \| \| Maiaspondylus \| \| \| \| \| \| "Platypterygius" americanus (=Tenuirostria)[12] \| \| \| \| |
|  |                                                                                                   |
|  | Maiaspondylus                                                                                     |
|  |                                                                                                   |
|  | "Platypterygius" americanus (=Tenuirostria)                                                       |
|  |                                                                                                   |

|  | Maiaspondylus                               |
|  |                                             |
|  | "Platypterygius" americanus (=Tenuirostria) |
|  |                                             |

|  | Arthropterygius                                                                                   |
|  |                                                                                                   |
|  | Caypullisaurus                                                                                    |
|  |                                                                                                   |
|  | "Platypterygius" hercynicus                                                                       |
|  |                                                                                                   |
|  | "Platypterygius" australis (=Longirostria)                                                        |
|  |                                                                                                   |
|  | Platypterygius (type species)                                                                     |
|  |                                                                                                   |
|  | \| \| Maiaspondylus \| \| \| \| \| \| "Platypterygius" americanus (=Tenuirostria)[12] \| \| \| \| |
|  |                                                                                                   |
|  | Maiaspondylus                                                                                     |
|  |                                                                                                   |
|  | "Platypterygius" americanus (=Tenuirostria)                                                       |
|  |                                                                                                   |

|  | Maiaspondylus                               |
|  |                                             |
|  | "Platypterygius" americanus (=Tenuirostria) |
|  |                                             |

|  | Arthropterygius                                                                                   |
|  |                                                                                                   |
|  | Caypullisaurus                                                                                    |
|  |                                                                                                   |
|  | "Platypterygius" hercynicus                                                                       |
|  |                                                                                                   |
|  | "Platypterygius" australis (=Longirostria)                                                        |
|  |                                                                                                   |
|  | Platypterygius (type species)                                                                     |
|  |                                                                                                   |
|  | \| \| Maiaspondylus \| \| \| \| \| \| "Platypterygius" americanus (=Tenuirostria)[12] \| \| \| \| |
|  |                                                                                                   |
|  | Maiaspondylus                                                                                     |
|  |                                                                                                   |
|  | "Platypterygius" americanus (=Tenuirostria)                                                       |
|  |                                                                                                   |

|  | Maiaspondylus                               |
|  |                                             |
|  | "Platypterygius" americanus (=Tenuirostria) |
|  |                                             |

|  | Arthropterygius                                                                                   |
|  |                                                                                                   |
|  | Caypullisaurus                                                                                    |
|  |                                                                                                   |
|  | "Platypterygius" hercynicus                                                                       |
|  |                                                                                                   |
|  | "Platypterygius" australis (=Longirostria)                                                        |
|  |                                                                                                   |
|  | Platypterygius (type species)                                                                     |
|  |                                                                                                   |
|  | \| \| Maiaspondylus \| \| \| \| \| \| "Platypterygius" americanus (=Tenuirostria)[12] \| \| \| \| |
|  |                                                                                                   |
|  | Maiaspondylus                                                                                     |
|  |                                                                                                   |
|  | "Platypterygius" americanus (=Tenuirostria)                                                       |
|  |                                                                                                   |

|  | Maiaspondylus                               |
|  |                                             |
|  | "Platypterygius" americanus (=Tenuirostria) |
|  |                                             |

|  | Arthropterygius                                                                                   |
|  |                                                                                                   |
|  | Caypullisaurus                                                                                    |
|  |                                                                                                   |
|  | "Platypterygius" hercynicus                                                                       |
|  |                                                                                                   |
|  | "Platypterygius" australis (=Longirostria)                                                        |
|  |                                                                                                   |
|  | Platypterygius (type species)                                                                     |
|  |                                                                                                   |
|  | \| \| Maiaspondylus \| \| \| \| \| \| "Platypterygius" americanus (=Tenuirostria)[12] \| \| \| \| |
|  |                                                                                                   |
|  | Maiaspondylus                                                                                     |
|  |                                                                                                   |
|  | "Platypterygius" americanus (=Tenuirostria)                                                       |
|  |                                                                                                   |

|  | Maiaspondylus                               |
|  |                                             |
|  | "Platypterygius" americanus (=Tenuirostria) |
|  |                                             |

|  | Arthropterygius                                                                                   |
|  |                                                                                                   |
|  | Caypullisaurus                                                                                    |
|  |                                                                                                   |
|  | "Platypterygius" hercynicus                                                                       |
|  |                                                                                                   |
|  | "Platypterygius" australis (=Longirostria)                                                        |
|  |                                                                                                   |
|  | Platypterygius (type species)                                                                     |
|  |                                                                                                   |
|  | \| \| Maiaspondylus \| \| \| \| \| \| "Platypterygius" americanus (=Tenuirostria)[12] \| \| \| \| |
|  |                                                                                                   |
|  | Maiaspondylus                                                                                     |
|  |                                                                                                   |
|  | "Platypterygius" americanus (=Tenuirostria)                                                       |
|  |                                                                                                   |

|  | Maiaspondylus                               |
|  |                                             |
|  | "Platypterygius" americanus (=Tenuirostria) |
|  |                                             |

|  | Aegirosaurus                   |
|  |                                |
|  | Ophthalmosaurus (type species) |
|  |                                |

|  | Arthropterygius                                                                                   |
|  |                                                                                                   |
|  | Caypullisaurus                                                                                    |
|  |                                                                                                   |
|  | "Platypterygius" hercynicus                                                                       |
|  |                                                                                                   |
|  | "Platypterygius" australis (=Longirostria)                                                        |
|  |                                                                                                   |
|  | Platypterygius (type species)                                                                     |
|  |                                                                                                   |
|  | \| \| Maiaspondylus \| \| \| \| \| \| "Platypterygius" americanus (=Tenuirostria)[12] \| \| \| \| |
|  |                                                                                                   |
|  | Maiaspondylus                                                                                     |
|  |                                                                                                   |
|  | "Platypterygius" americanus (=Tenuirostria)                                                       |
|  |                                                                                                   |

|  | Maiaspondylus                               |
|  |                                             |
|  | "Platypterygius" americanus (=Tenuirostria) |
|  |                                             |

|  | Arthropterygius                                                                                   |
|  |                                                                                                   |
|  | Caypullisaurus                                                                                    |
|  |                                                                                                   |
|  | "Platypterygius" hercynicus                                                                       |
|  |                                                                                                   |
|  | "Platypterygius" australis (=Longirostria)                                                        |
|  |                                                                                                   |
|  | Platypterygius (type species)                                                                     |
|  |                                                                                                   |
|  | \| \| Maiaspondylus \| \| \| \| \| \| "Platypterygius" americanus (=Tenuirostria)[12] \| \| \| \| |
|  |                                                                                                   |
|  | Maiaspondylus                                                                                     |
|  |                                                                                                   |
|  | "Platypterygius" americanus (=Tenuirostria)                                                       |
|  |                                                                                                   |

|  | Maiaspondylus                               |
|  |                                             |
|  | "Platypterygius" americanus (=Tenuirostria) |
|  |                                             |

|  | Arthropterygius                                                                                   |
|  |                                                                                                   |
|  | Caypullisaurus                                                                                    |
|  |                                                                                                   |
|  | "Platypterygius" hercynicus                                                                       |
|  |                                                                                                   |
|  | "Platypterygius" australis (=Longirostria)                                                        |
|  |                                                                                                   |
|  | Platypterygius (type species)                                                                     |
|  |                                                                                                   |
|  | \| \| Maiaspondylus \| \| \| \| \| \| "Platypterygius" americanus (=Tenuirostria)[12] \| \| \| \| |
|  |                                                                                                   |
|  | Maiaspondylus                                                                                     |
|  |                                                                                                   |
|  | "Platypterygius" americanus (=Tenuirostria)                                                       |
|  |                                                                                                   |

|  | Maiaspondylus                               |
|  |                                             |
|  | "Platypterygius" americanus (=Tenuirostria) |
|  |                                             |

|  | Arthropterygius                                                                                   |
|  |                                                                                                   |
|  | Caypullisaurus                                                                                    |
|  |                                                                                                   |
|  | "Platypterygius" hercynicus                                                                       |
|  |                                                                                                   |
|  | "Platypterygius" australis (=Longirostria)                                                        |
|  |                                                                                                   |
|  | Platypterygius (type species)                                                                     |
|  |                                                                                                   |
|  | \| \| Maiaspondylus \| \| \| \| \| \| "Platypterygius" americanus (=Tenuirostria)[12] \| \| \| \| |
|  |                                                                                                   |
|  | Maiaspondylus                                                                                     |
|  |                                                                                                   |
|  | "Platypterygius" americanus (=Tenuirostria)                                                       |
|  |                                                                                                   |

|  | Maiaspondylus                               |
|  |                                             |
|  | "Platypterygius" americanus (=Tenuirostria) |
|  |                                             |

|  | Arthropterygius                                                                                   |
|  |                                                                                                   |
|  | Caypullisaurus                                                                                    |
|  |                                                                                                   |
|  | "Platypterygius" hercynicus                                                                       |
|  |                                                                                                   |
|  | "Platypterygius" australis (=Longirostria)                                                        |
|  |                                                                                                   |
|  | Platypterygius (type species)                                                                     |
|  |                                                                                                   |
|  | \| \| Maiaspondylus \| \| \| \| \| \| "Platypterygius" americanus (=Tenuirostria)[12] \| \| \| \| |
|  |                                                                                                   |
|  | Maiaspondylus                                                                                     |
|  |                                                                                                   |
|  | "Platypterygius" americanus (=Tenuirostria)                                                       |
|  |                                                                                                   |

|  | Maiaspondylus                               |
|  |                                             |
|  | "Platypterygius" americanus (=Tenuirostria) |
|  |                                             |

|  | Arthropterygius                                                                                   |
|  |                                                                                                   |
|  | Caypullisaurus                                                                                    |
|  |                                                                                                   |
|  | "Platypterygius" hercynicus                                                                       |
|  |                                                                                                   |
|  | "Platypterygius" australis (=Longirostria)                                                        |
|  |                                                                                                   |
|  | Platypterygius (type species)                                                                     |
|  |                                                                                                   |
|  | \| \| Maiaspondylus \| \| \| \| \| \| "Platypterygius" americanus (=Tenuirostria)[12] \| \| \| \| |
|  |                                                                                                   |
|  | Maiaspondylus                                                                                     |
|  |                                                                                                   |
|  | "Platypterygius" americanus (=Tenuirostria)                                                       |
|  |                                                                                                   |

|  | Maiaspondylus                               |
|  |                                             |
|  | "Platypterygius" americanus (=Tenuirostria) |
|  |                                             |

|  | Arthropterygius                                                                                   |
|  |                                                                                                   |
|  | Caypullisaurus                                                                                    |
|  |                                                                                                   |
|  | "Platypterygius" hercynicus                                                                       |
|  |                                                                                                   |
|  | "Platypterygius" australis (=Longirostria)                                                        |
|  |                                                                                                   |
|  | Platypterygius (type species)                                                                     |
|  |                                                                                                   |
|  | \| \| Maiaspondylus \| \| \| \| \| \| "Platypterygius" americanus (=Tenuirostria)[12] \| \| \| \| |
|  |                                                                                                   |
|  | Maiaspondylus                                                                                     |
|  |                                                                                                   |
|  | "Platypterygius" americanus (=Tenuirostria)                                                       |
|  |                                                                                                   |

|  | Maiaspondylus                               |
|  |                                             |
|  | "Platypterygius" americanus (=Tenuirostria) |
|  |                                             |

|  | Arthropterygius                                                                                   |
|  |                                                                                                   |
|  | Caypullisaurus                                                                                    |
|  |                                                                                                   |
|  | "Platypterygius" hercynicus                                                                       |
|  |                                                                                                   |
|  | "Platypterygius" australis (=Longirostria)                                                        |
|  |                                                                                                   |
|  | Platypterygius (type species)                                                                     |
|  |                                                                                                   |
|  | \| \| Maiaspondylus \| \| \| \| \| \| "Platypterygius" americanus (=Tenuirostria)[12] \| \| \| \| |
|  |                                                                                                   |
|  | Maiaspondylus                                                                                     |
|  |                                                                                                   |
|  | "Platypterygius" americanus (=Tenuirostria)                                                       |
|  |                                                                                                   |

|  | Maiaspondylus                               |
|  |                                             |
|  | "Platypterygius" americanus (=Tenuirostria) |
|  |                                             |

|  | Aegirosaurus                   |
|  |                                |
|  | Ophthalmosaurus (type species) |
|  |                                |

|  | Arthropterygius                                                                                   |
|  |                                                                                                   |
|  | Caypullisaurus                                                                                    |
|  |                                                                                                   |
|  | "Platypterygius" hercynicus                                                                       |
|  |                                                                                                   |
|  | "Platypterygius" australis (=Longirostria)                                                        |
|  |                                                                                                   |
|  | Platypterygius (type species)                                                                     |
|  |                                                                                                   |
|  | \| \| Maiaspondylus \| \| \| \| \| \| "Platypterygius" americanus (=Tenuirostria)[12] \| \| \| \| |
|  |                                                                                                   |
|  | Maiaspondylus                                                                                     |
|  |                                                                                                   |
|  | "Platypterygius" americanus (=Tenuirostria)                                                       |
|  |                                                                                                   |

|  | Maiaspondylus                               |
|  |                                             |
|  | "Platypterygius" americanus (=Tenuirostria) |
|  |                                             |

|  | Arthropterygius                                                                                   |
|  |                                                                                                   |
|  | Caypullisaurus                                                                                    |
|  |                                                                                                   |
|  | "Platypterygius" hercynicus                                                                       |
|  |                                                                                                   |
|  | "Platypterygius" australis (=Longirostria)                                                        |
|  |                                                                                                   |
|  | Platypterygius (type species)                                                                     |
|  |                                                                                                   |
|  | \| \| Maiaspondylus \| \| \| \| \| \| "Platypterygius" americanus (=Tenuirostria)[12] \| \| \| \| |
|  |                                                                                                   |
|  | Maiaspondylus                                                                                     |
|  |                                                                                                   |
|  | "Platypterygius" americanus (=Tenuirostria)                                                       |
|  |                                                                                                   |

|  | Maiaspondylus                               |
|  |                                             |
|  | "Platypterygius" americanus (=Tenuirostria) |
|  |                                             |

|  | Arthropterygius                                                                                   |
|  |                                                                                                   |
|  | Caypullisaurus                                                                                    |
|  |                                                                                                   |
|  | "Platypterygius" hercynicus                                                                       |
|  |                                                                                                   |
|  | "Platypterygius" australis (=Longirostria)                                                        |
|  |                                                                                                   |
|  | Platypterygius (type species)                                                                     |
|  |                                                                                                   |
|  | \| \| Maiaspondylus \| \| \| \| \| \| "Platypterygius" americanus (=Tenuirostria)[12] \| \| \| \| |
|  |                                                                                                   |
|  | Maiaspondylus                                                                                     |
|  |                                                                                                   |
|  | "Platypterygius" americanus (=Tenuirostria)                                                       |
|  |                                                                                                   |

|  | Maiaspondylus                               |
|  |                                             |
|  | "Platypterygius" americanus (=Tenuirostria) |
|  |                                             |

|  | Arthropterygius                                                                                   |
|  |                                                                                                   |
|  | Caypullisaurus                                                                                    |
|  |                                                                                                   |
|  | "Platypterygius" hercynicus                                                                       |
|  |                                                                                                   |
|  | "Platypterygius" australis (=Longirostria)                                                        |
|  |                                                                                                   |
|  | Platypterygius (type species)                                                                     |
|  |                                                                                                   |
|  | \| \| Maiaspondylus \| \| \| \| \| \| "Platypterygius" americanus (=Tenuirostria)[12] \| \| \| \| |
|  |                                                                                                   |
|  | Maiaspondylus                                                                                     |
|  |                                                                                                   |
|  | "Platypterygius" americanus (=Tenuirostria)                                                       |
|  |                                                                                                   |

|  | Maiaspondylus                               |
|  |                                             |
|  | "Platypterygius" americanus (=Tenuirostria) |
|  |                                             |

|  | Arthropterygius                                                                                   |
|  |                                                                                                   |
|  | Caypullisaurus                                                                                    |
|  |                                                                                                   |
|  | "Platypterygius" hercynicus                                                                       |
|  |                                                                                                   |
|  | "Platypterygius" australis (=Longirostria)                                                        |
|  |                                                                                                   |
|  | Platypterygius (type species)                                                                     |
|  |                                                                                                   |
|  | \| \| Maiaspondylus \| \| \| \| \| \| "Platypterygius" americanus (=Tenuirostria)[12] \| \| \| \| |
|  |                                                                                                   |
|  | Maiaspondylus                                                                                     |
|  |                                                                                                   |
|  | "Platypterygius" americanus (=Tenuirostria)                                                       |
|  |                                                                                                   |

|  | Maiaspondylus                               |
|  |                                             |
|  | "Platypterygius" americanus (=Tenuirostria) |
|  |                                             |

|  | Arthropterygius                                                                                   |
|  |                                                                                                   |
|  | Caypullisaurus                                                                                    |
|  |                                                                                                   |
|  | "Platypterygius" hercynicus                                                                       |
|  |                                                                                                   |
|  | "Platypterygius" australis (=Longirostria)                                                        |
|  |                                                                                                   |
|  | Platypterygius (type species)                                                                     |
|  |                                                                                                   |
|  | \| \| Maiaspondylus \| \| \| \| \| \| "Platypterygius" americanus (=Tenuirostria)[12] \| \| \| \| |
|  |                                                                                                   |
|  | Maiaspondylus                                                                                     |
|  |                                                                                                   |
|  | "Platypterygius" americanus (=Tenuirostria)                                                       |
|  |                                                                                                   |

|  | Maiaspondylus                               |
|  |                                             |
|  | "Platypterygius" americanus (=Tenuirostria) |
|  |                                             |

|  | Arthropterygius                                                                                   |
|  |                                                                                                   |
|  | Caypullisaurus                                                                                    |
|  |                                                                                                   |
|  | "Platypterygius" hercynicus                                                                       |
|  |                                                                                                   |
|  | "Platypterygius" australis (=Longirostria)                                                        |
|  |                                                                                                   |
|  | Platypterygius (type species)                                                                     |
|  |                                                                                                   |
|  | \| \| Maiaspondylus \| \| \| \| \| \| "Platypterygius" americanus (=Tenuirostria)[12] \| \| \| \| |
|  |                                                                                                   |
|  | Maiaspondylus                                                                                     |
|  |                                                                                                   |
|  | "Platypterygius" americanus (=Tenuirostria)                                                       |
|  |                                                                                                   |

|  | Maiaspondylus                               |
|  |                                             |
|  | "Platypterygius" americanus (=Tenuirostria) |
|  |                                             |

|  | Arthropterygius                                                                                   |
|  |                                                                                                   |
|  | Caypullisaurus                                                                                    |
|  |                                                                                                   |
|  | "Platypterygius" hercynicus                                                                       |
|  |                                                                                                   |
|  | "Platypterygius" australis (=Longirostria)                                                        |
|  |                                                                                                   |
|  | Platypterygius (type species)                                                                     |
|  |                                                                                                   |
|  | \| \| Maiaspondylus \| \| \| \| \| \| "Platypterygius" americanus (=Tenuirostria)[12] \| \| \| \| |
|  |                                                                                                   |
|  | Maiaspondylus                                                                                     |
|  |                                                                                                   |
|  | "Platypterygius" americanus (=Tenuirostria)                                                       |
|  |                                                                                                   |

|  | Maiaspondylus                               |
|  |                                             |
|  | "Platypterygius" americanus (=Tenuirostria) |
|  |                                             |

|  | Aegirosaurus                   |
|  |                                |
|  | Ophthalmosaurus (type species) |
|  |                                |

|  | Arthropterygius                                                                                   |
|  |                                                                                                   |
|  | Caypullisaurus                                                                                    |
|  |                                                                                                   |
|  | "Platypterygius" hercynicus                                                                       |
|  |                                                                                                   |
|  | "Platypterygius" australis (=Longirostria)                                                        |
|  |                                                                                                   |
|  | Platypterygius (type species)                                                                     |
|  |                                                                                                   |
|  | \| \| Maiaspondylus \| \| \| \| \| \| "Platypterygius" americanus (=Tenuirostria)[12] \| \| \| \| |
|  |                                                                                                   |
|  | Maiaspondylus                                                                                     |
|  |                                                                                                   |
|  | "Platypterygius" americanus (=Tenuirostria)                                                       |
|  |                                                                                                   |

|  | Maiaspondylus                               |
|  |                                             |
|  | "Platypterygius" americanus (=Tenuirostria) |
|  |                                             |

|  | Arthropterygius                                                                                   |
|  |                                                                                                   |
|  | Caypullisaurus                                                                                    |
|  |                                                                                                   |
|  | "Platypterygius" hercynicus                                                                       |
|  |                                                                                                   |
|  | "Platypterygius" australis (=Longirostria)                                                        |
|  |                                                                                                   |
|  | Platypterygius (type species)                                                                     |
|  |                                                                                                   |
|  | \| \| Maiaspondylus \| \| \| \| \| \| "Platypterygius" americanus (=Tenuirostria)[12] \| \| \| \| |
|  |                                                                                                   |
|  | Maiaspondylus                                                                                     |
|  |                                                                                                   |
|  | "Platypterygius" americanus (=Tenuirostria)                                                       |
|  |                                                                                                   |

|  | Maiaspondylus                               |
|  |                                             |
|  | "Platypterygius" americanus (=Tenuirostria) |
|  |                                             |

|  | Arthropterygius                                                                                   |
|  |                                                                                                   |
|  | Caypullisaurus                                                                                    |
|  |                                                                                                   |
|  | "Platypterygius" hercynicus                                                                       |
|  |                                                                                                   |
|  | "Platypterygius" australis (=Longirostria)                                                        |
|  |                                                                                                   |
|  | Platypterygius (type species)                                                                     |
|  |                                                                                                   |
|  | \| \| Maiaspondylus \| \| \| \| \| \| "Platypterygius" americanus (=Tenuirostria)[12] \| \| \| \| |
|  |                                                                                                   |
|  | Maiaspondylus                                                                                     |
|  |                                                                                                   |
|  | "Platypterygius" americanus (=Tenuirostria)                                                       |
|  |                                                                                                   |

|  | Maiaspondylus                               |
|  |                                             |
|  | "Platypterygius" americanus (=Tenuirostria) |
|  |                                             |

|  | Arthropterygius                                                                                   |
|  |                                                                                                   |
|  | Caypullisaurus                                                                                    |
|  |                                                                                                   |
|  | "Platypterygius" hercynicus                                                                       |
|  |                                                                                                   |
|  | "Platypterygius" australis (=Longirostria)                                                        |
|  |                                                                                                   |
|  | Platypterygius (type species)                                                                     |
|  |                                                                                                   |
|  | \| \| Maiaspondylus \| \| \| \| \| \| "Platypterygius" americanus (=Tenuirostria)[12] \| \| \| \| |
|  |                                                                                                   |
|  | Maiaspondylus                                                                                     |
|  |                                                                                                   |
|  | "Platypterygius" americanus (=Tenuirostria)                                                       |
|  |                                                                                                   |

|  | Maiaspondylus                               |
|  |                                             |
|  | "Platypterygius" americanus (=Tenuirostria) |
|  |                                             |

|  | Arthropterygius                                                                                   |
|  |                                                                                                   |
|  | Caypullisaurus                                                                                    |
|  |                                                                                                   |
|  | "Platypterygius" hercynicus                                                                       |
|  |                                                                                                   |
|  | "Platypterygius" australis (=Longirostria)                                                        |
|  |                                                                                                   |
|  | Platypterygius (type species)                                                                     |
|  |                                                                                                   |
|  | \| \| Maiaspondylus \| \| \| \| \| \| "Platypterygius" americanus (=Tenuirostria)[12] \| \| \| \| |
|  |                                                                                                   |
|  | Maiaspondylus                                                                                     |
|  |                                                                                                   |
|  | "Platypterygius" americanus (=Tenuirostria)                                                       |
|  |                                                                                                   |

|  | Maiaspondylus                               |
|  |                                             |
|  | "Platypterygius" americanus (=Tenuirostria) |
|  |                                             |

|  | Arthropterygius                                                                                   |
|  |                                                                                                   |
|  | Caypullisaurus                                                                                    |
|  |                                                                                                   |
|  | "Platypterygius" hercynicus                                                                       |
|  |                                                                                                   |
|  | "Platypterygius" australis (=Longirostria)                                                        |
|  |                                                                                                   |
|  | Platypterygius (type species)                                                                     |
|  |                                                                                                   |
|  | \| \| Maiaspondylus \| \| \| \| \| \| "Platypterygius" americanus (=Tenuirostria)[12] \| \| \| \| |
|  |                                                                                                   |
|  | Maiaspondylus                                                                                     |
|  |                                                                                                   |
|  | "Platypterygius" americanus (=Tenuirostria)                                                       |
|  |                                                                                                   |

|  | Maiaspondylus                               |
|  |                                             |
|  | "Platypterygius" americanus (=Tenuirostria) |
|  |                                             |

|  | Arthropterygius                                                                                   |
|  |                                                                                                   |
|  | Caypullisaurus                                                                                    |
|  |                                                                                                   |
|  | "Platypterygius" hercynicus                                                                       |
|  |                                                                                                   |
|  | "Platypterygius" australis (=Longirostria)                                                        |
|  |                                                                                                   |
|  | Platypterygius (type species)                                                                     |
|  |                                                                                                   |
|  | \| \| Maiaspondylus \| \| \| \| \| \| "Platypterygius" americanus (=Tenuirostria)[12] \| \| \| \| |
|  |                                                                                                   |
|  | Maiaspondylus                                                                                     |
|  |                                                                                                   |
|  | "Platypterygius" americanus (=Tenuirostria)                                                       |
|  |                                                                                                   |

|  | Maiaspondylus                               |
|  |                                             |
|  | "Platypterygius" americanus (=Tenuirostria) |
|  |                                             |

|  | Arthropterygius                                                                                   |
|  |                                                                                                   |
|  | Caypullisaurus                                                                                    |
|  |                                                                                                   |
|  | "Platypterygius" hercynicus                                                                       |
|  |                                                                                                   |
|  | "Platypterygius" australis (=Longirostria)                                                        |
|  |                                                                                                   |
|  | Platypterygius (type species)                                                                     |
|  |                                                                                                   |
|  | \| \| Maiaspondylus \| \| \| \| \| \| "Platypterygius" americanus (=Tenuirostria)[12] \| \| \| \| |
|  |                                                                                                   |
|  | Maiaspondylus                                                                                     |
|  |                                                                                                   |
|  | "Platypterygius" americanus (=Tenuirostria)                                                       |
|  |                                                                                                   |

|  | Maiaspondylus                               |
|  |                                             |
|  | "Platypterygius" americanus (=Tenuirostria) |
|  |                                             |

|  | Aegirosaurus                   |
|  |                                |
|  | Ophthalmosaurus (type species) |
|  |                                |

|  | Arthropterygius                                                                                   |
|  |                                                                                                   |
|  | Caypullisaurus                                                                                    |
|  |                                                                                                   |
|  | "Platypterygius" hercynicus                                                                       |
|  |                                                                                                   |
|  | "Platypterygius" australis (=Longirostria)                                                        |
|  |                                                                                                   |
|  | Platypterygius (type species)                                                                     |
|  |                                                                                                   |
|  | \| \| Maiaspondylus \| \| \| \| \| \| "Platypterygius" americanus (=Tenuirostria)[12] \| \| \| \| |
|  |                                                                                                   |
|  | Maiaspondylus                                                                                     |
|  |                                                                                                   |
|  | "Platypterygius" americanus (=Tenuirostria)                                                       |
|  |                                                                                                   |

|  | Maiaspondylus                               |
|  |                                             |
|  | "Platypterygius" americanus (=Tenuirostria) |
|  |                                             |

|  | Arthropterygius                                                                                   |
|  |                                                                                                   |
|  | Caypullisaurus                                                                                    |
|  |                                                                                                   |
|  | "Platypterygius" hercynicus                                                                       |
|  |                                                                                                   |
|  | "Platypterygius" australis (=Longirostria)                                                        |
|  |                                                                                                   |
|  | Platypterygius (type species)                                                                     |
|  |                                                                                                   |
|  | \| \| Maiaspondylus \| \| \| \| \| \| "Platypterygius" americanus (=Tenuirostria)[12] \| \| \| \| |
|  |                                                                                                   |
|  | Maiaspondylus                                                                                     |
|  |                                                                                                   |
|  | "Platypterygius" americanus (=Tenuirostria)                                                       |
|  |                                                                                                   |

|  | Maiaspondylus                               |
|  |                                             |
|  | "Platypterygius" americanus (=Tenuirostria) |
|  |                                             |

|  | Arthropterygius                                                                                   |
|  |                                                                                                   |
|  | Caypullisaurus                                                                                    |
|  |                                                                                                   |
|  | "Platypterygius" hercynicus                                                                       |
|  |                                                                                                   |
|  | "Platypterygius" australis (=Longirostria)                                                        |
|  |                                                                                                   |
|  | Platypterygius (type species)                                                                     |
|  |                                                                                                   |
|  | \| \| Maiaspondylus \| \| \| \| \| \| "Platypterygius" americanus (=Tenuirostria)[12] \| \| \| \| |
|  |                                                                                                   |
|  | Maiaspondylus                                                                                     |
|  |                                                                                                   |
|  | "Platypterygius" americanus (=Tenuirostria)                                                       |
|  |                                                                                                   |

|  | Maiaspondylus                               |
|  |                                             |
|  | "Platypterygius" americanus (=Tenuirostria) |
|  |                                             |

|  | Arthropterygius                                                                                   |
|  |                                                                                                   |
|  | Caypullisaurus                                                                                    |
|  |                                                                                                   |
|  | "Platypterygius" hercynicus                                                                       |
|  |                                                                                                   |
|  | "Platypterygius" australis (=Longirostria)                                                        |
|  |                                                                                                   |
|  | Platypterygius (type species)                                                                     |
|  |                                                                                                   |
|  | \| \| Maiaspondylus \| \| \| \| \| \| "Platypterygius" americanus (=Tenuirostria)[12] \| \| \| \| |
|  |                                                                                                   |
|  | Maiaspondylus                                                                                     |
|  |                                                                                                   |
|  | "Platypterygius" americanus (=Tenuirostria)                                                       |
|  |                                                                                                   |

|  | Maiaspondylus                               |
|  |                                             |
|  | "Platypterygius" americanus (=Tenuirostria) |
|  |                                             |

|  | Arthropterygius                                                                                   |
|  |                                                                                                   |
|  | Caypullisaurus                                                                                    |
|  |                                                                                                   |
|  | "Platypterygius" hercynicus                                                                       |
|  |                                                                                                   |
|  | "Platypterygius" australis (=Longirostria)                                                        |
|  |                                                                                                   |
|  | Platypterygius (type species)                                                                     |
|  |                                                                                                   |
|  | \| \| Maiaspondylus \| \| \| \| \| \| "Platypterygius" americanus (=Tenuirostria)[12] \| \| \| \| |
|  |                                                                                                   |
|  | Maiaspondylus                                                                                     |
|  |                                                                                                   |
|  | "Platypterygius" americanus (=Tenuirostria)                                                       |
|  |                                                                                                   |

|  | Maiaspondylus                               |
|  |                                             |
|  | "Platypterygius" americanus (=Tenuirostria) |
|  |                                             |

|  | Arthropterygius                                                                                   |
|  |                                                                                                   |
|  | Caypullisaurus                                                                                    |
|  |                                                                                                   |
|  | "Platypterygius" hercynicus                                                                       |
|  |                                                                                                   |
|  | "Platypterygius" australis (=Longirostria)                                                        |
|  |                                                                                                   |
|  | Platypterygius (type species)                                                                     |
|  |                                                                                                   |
|  | \| \| Maiaspondylus \| \| \| \| \| \| "Platypterygius" americanus (=Tenuirostria)[12] \| \| \| \| |
|  |                                                                                                   |
|  | Maiaspondylus                                                                                     |
|  |                                                                                                   |
|  | "Platypterygius" americanus (=Tenuirostria)                                                       |
|  |                                                                                                   |

|  | Maiaspondylus                               |
|  |                                             |
|  | "Platypterygius" americanus (=Tenuirostria) |
|  |                                             |

|  | Arthropterygius                                                                                   |
|  |                                                                                                   |
|  | Caypullisaurus                                                                                    |
|  |                                                                                                   |
|  | "Platypterygius" hercynicus                                                                       |
|  |                                                                                                   |
|  | "Platypterygius" australis (=Longirostria)                                                        |
|  |                                                                                                   |
|  | Platypterygius (type species)                                                                     |
|  |                                                                                                   |
|  | \| \| Maiaspondylus \| \| \| \| \| \| "Platypterygius" americanus (=Tenuirostria)[12] \| \| \| \| |
|  |                                                                                                   |
|  | Maiaspondylus                                                                                     |
|  |                                                                                                   |
|  | "Platypterygius" americanus (=Tenuirostria)                                                       |
|  |                                                                                                   |

|  | Maiaspondylus                               |
|  |                                             |
|  | "Platypterygius" americanus (=Tenuirostria) |
|  |                                             |

|  | Arthropterygius                                                                                   |
|  |                                                                                                   |
|  | Caypullisaurus                                                                                    |
|  |                                                                                                   |
|  | "Platypterygius" hercynicus                                                                       |
|  |                                                                                                   |
|  | "Platypterygius" australis (=Longirostria)                                                        |
|  |                                                                                                   |
|  | Platypterygius (type species)                                                                     |
|  |                                                                                                   |
|  | \| \| Maiaspondylus \| \| \| \| \| \| "Platypterygius" americanus (=Tenuirostria)[12] \| \| \| \| |
|  |                                                                                                   |
|  | Maiaspondylus                                                                                     |
|  |                                                                                                   |
|  | "Platypterygius" americanus (=Tenuirostria)                                                       |
|  |                                                                                                   |

|  | Maiaspondylus                               |
|  |                                             |
|  | "Platypterygius" americanus (=Tenuirostria) |
|  |                                             |

|  | Aegirosaurus                   |
|  |                                |
|  | Ophthalmosaurus (type species) |
|  |                                |

|  | Arthropterygius                                                                                   |
|  |                                                                                                   |
|  | Caypullisaurus                                                                                    |
|  |                                                                                                   |
|  | "Platypterygius" hercynicus                                                                       |
|  |                                                                                                   |
|  | "Platypterygius" australis (=Longirostria)                                                        |
|  |                                                                                                   |
|  | Platypterygius (type species)                                                                     |
|  |                                                                                                   |
|  | \| \| Maiaspondylus \| \| \| \| \| \| "Platypterygius" americanus (=Tenuirostria)[12] \| \| \| \| |
|  |                                                                                                   |
|  | Maiaspondylus                                                                                     |
|  |                                                                                                   |
|  | "Platypterygius" americanus (=Tenuirostria)                                                       |
|  |                                                                                                   |

|  | Maiaspondylus                               |
|  |                                             |
|  | "Platypterygius" americanus (=Tenuirostria) |
|  |                                             |

|  | Arthropterygius                                                                                   |
|  |                                                                                                   |
|  | Caypullisaurus                                                                                    |
|  |                                                                                                   |
|  | "Platypterygius" hercynicus                                                                       |
|  |                                                                                                   |
|  | "Platypterygius" australis (=Longirostria)                                                        |
|  |                                                                                                   |
|  | Platypterygius (type species)                                                                     |
|  |                                                                                                   |
|  | \| \| Maiaspondylus \| \| \| \| \| \| "Platypterygius" americanus (=Tenuirostria)[12] \| \| \| \| |
|  |                                                                                                   |
|  | Maiaspondylus                                                                                     |
|  |                                                                                                   |
|  | "Platypterygius" americanus (=Tenuirostria)                                                       |
|  |                                                                                                   |

|  | Maiaspondylus                               |
|  |                                             |
|  | "Platypterygius" americanus (=Tenuirostria) |
|  |                                             |

|  | Arthropterygius                                                                                   |
|  |                                                                                                   |
|  | Caypullisaurus                                                                                    |
|  |                                                                                                   |
|  | "Platypterygius" hercynicus                                                                       |
|  |                                                                                                   |
|  | "Platypterygius" australis (=Longirostria)                                                        |
|  |                                                                                                   |
|  | Platypterygius (type species)                                                                     |
|  |                                                                                                   |
|  | \| \| Maiaspondylus \| \| \| \| \| \| "Platypterygius" americanus (=Tenuirostria)[12] \| \| \| \| |
|  |                                                                                                   |
|  | Maiaspondylus                                                                                     |
|  |                                                                                                   |
|  | "Platypterygius" americanus (=Tenuirostria)                                                       |
|  |                                                                                                   |

|  | Maiaspondylus                               |
|  |                                             |
|  | "Platypterygius" americanus (=Tenuirostria) |
|  |                                             |

|  | Arthropterygius                                                                                   |
|  |                                                                                                   |
|  | Caypullisaurus                                                                                    |
|  |                                                                                                   |
|  | "Platypterygius" hercynicus                                                                       |
|  |                                                                                                   |
|  | "Platypterygius" australis (=Longirostria)                                                        |
|  |                                                                                                   |
|  | Platypterygius (type species)                                                                     |
|  |                                                                                                   |
|  | \| \| Maiaspondylus \| \| \| \| \| \| "Platypterygius" americanus (=Tenuirostria)[12] \| \| \| \| |
|  |                                                                                                   |
|  | Maiaspondylus                                                                                     |
|  |                                                                                                   |
|  | "Platypterygius" americanus (=Tenuirostria)                                                       |
|  |                                                                                                   |

|  | Maiaspondylus                               |
|  |                                             |
|  | "Platypterygius" americanus (=Tenuirostria) |
|  |                                             |

|  | Arthropterygius                                                                                   |
|  |                                                                                                   |
|  | Caypullisaurus                                                                                    |
|  |                                                                                                   |
|  | "Platypterygius" hercynicus                                                                       |
|  |                                                                                                   |
|  | "Platypterygius" australis (=Longirostria)                                                        |
|  |                                                                                                   |
|  | Platypterygius (type species)                                                                     |
|  |                                                                                                   |
|  | \| \| Maiaspondylus \| \| \| \| \| \| "Platypterygius" americanus (=Tenuirostria)[12] \| \| \| \| |
|  |                                                                                                   |
|  | Maiaspondylus                                                                                     |
|  |                                                                                                   |
|  | "Platypterygius" americanus (=Tenuirostria)                                                       |
|  |                                                                                                   |

|  | Maiaspondylus                               |
|  |                                             |
|  | "Platypterygius" americanus (=Tenuirostria) |
|  |                                             |

|  | Arthropterygius                                                                                   |
|  |                                                                                                   |
|  | Caypullisaurus                                                                                    |
|  |                                                                                                   |
|  | "Platypterygius" hercynicus                                                                       |
|  |                                                                                                   |
|  | "Platypterygius" australis (=Longirostria)                                                        |
|  |                                                                                                   |
|  | Platypterygius (type species)                                                                     |
|  |                                                                                                   |
|  | \| \| Maiaspondylus \| \| \| \| \| \| "Platypterygius" americanus (=Tenuirostria)[12] \| \| \| \| |
|  |                                                                                                   |
|  | Maiaspondylus                                                                                     |
|  |                                                                                                   |
|  | "Platypterygius" americanus (=Tenuirostria)                                                       |
|  |                                                                                                   |

|  | Maiaspondylus                               |
|  |                                             |
|  | "Platypterygius" americanus (=Tenuirostria) |
|  |                                             |

|  | Arthropterygius                                                                                   |
|  |                                                                                                   |
|  | Caypullisaurus                                                                                    |
|  |                                                                                                   |
|  | "Platypterygius" hercynicus                                                                       |
|  |                                                                                                   |
|  | "Platypterygius" australis (=Longirostria)                                                        |
|  |                                                                                                   |
|  | Platypterygius (type species)                                                                     |
|  |                                                                                                   |
|  | \| \| Maiaspondylus \| \| \| \| \| \| "Platypterygius" americanus (=Tenuirostria)[12] \| \| \| \| |
|  |                                                                                                   |
|  | Maiaspondylus                                                                                     |
|  |                                                                                                   |
|  | "Platypterygius" americanus (=Tenuirostria)                                                       |
|  |                                                                                                   |

|  | Maiaspondylus                               |
|  |                                             |
|  | "Platypterygius" americanus (=Tenuirostria) |
|  |                                             |

|  | Arthropterygius                                                                                   |
|  |                                                                                                   |
|  | Caypullisaurus                                                                                    |
|  |                                                                                                   |
|  | "Platypterygius" hercynicus                                                                       |
|  |                                                                                                   |
|  | "Platypterygius" australis (=Longirostria)                                                        |
|  |                                                                                                   |
|  | Platypterygius (type species)                                                                     |
|  |                                                                                                   |
|  | \| \| Maiaspondylus \| \| \| \| \| \| "Platypterygius" americanus (=Tenuirostria)[12] \| \| \| \| |
|  |                                                                                                   |
|  | Maiaspondylus                                                                                     |
|  |                                                                                                   |
|  | "Platypterygius" americanus (=Tenuirostria)                                                       |
|  |                                                                                                   |

|  | Maiaspondylus                               |
|  |                                             |
|  | "Platypterygius" americanus (=Tenuirostria) |
|  |                                             |

## Paleobiologia

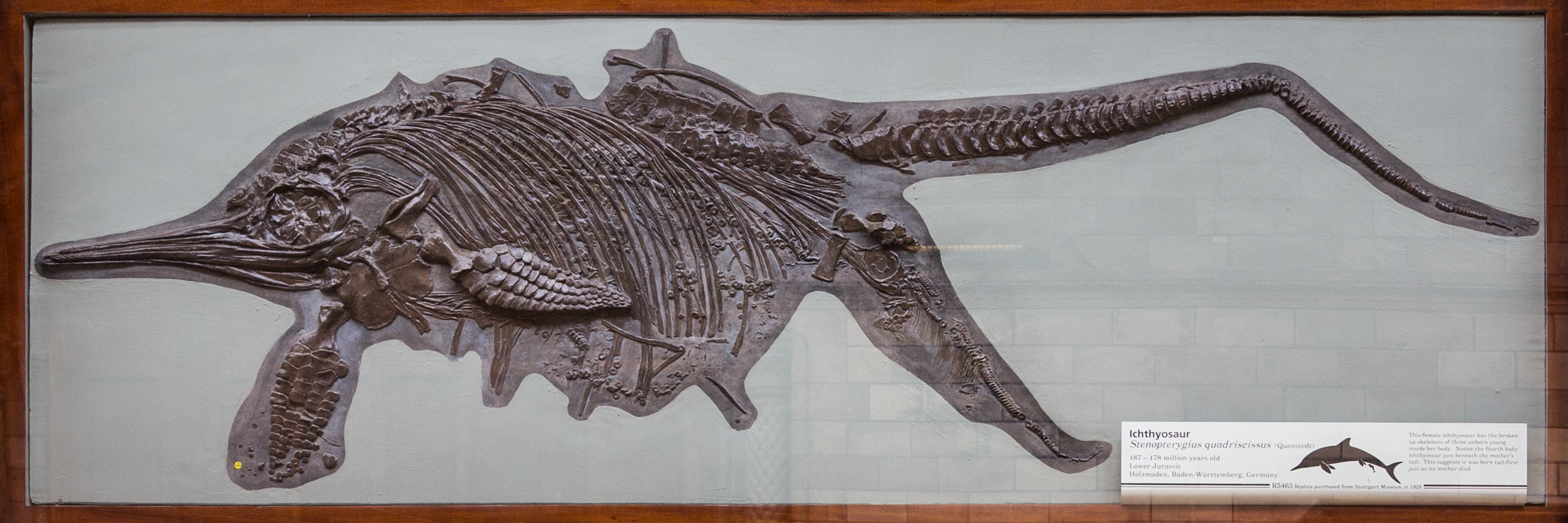
Replica di un esemplare incinta morta nell'atto di partorire, presso il Museo di Storia Naturale, Londra

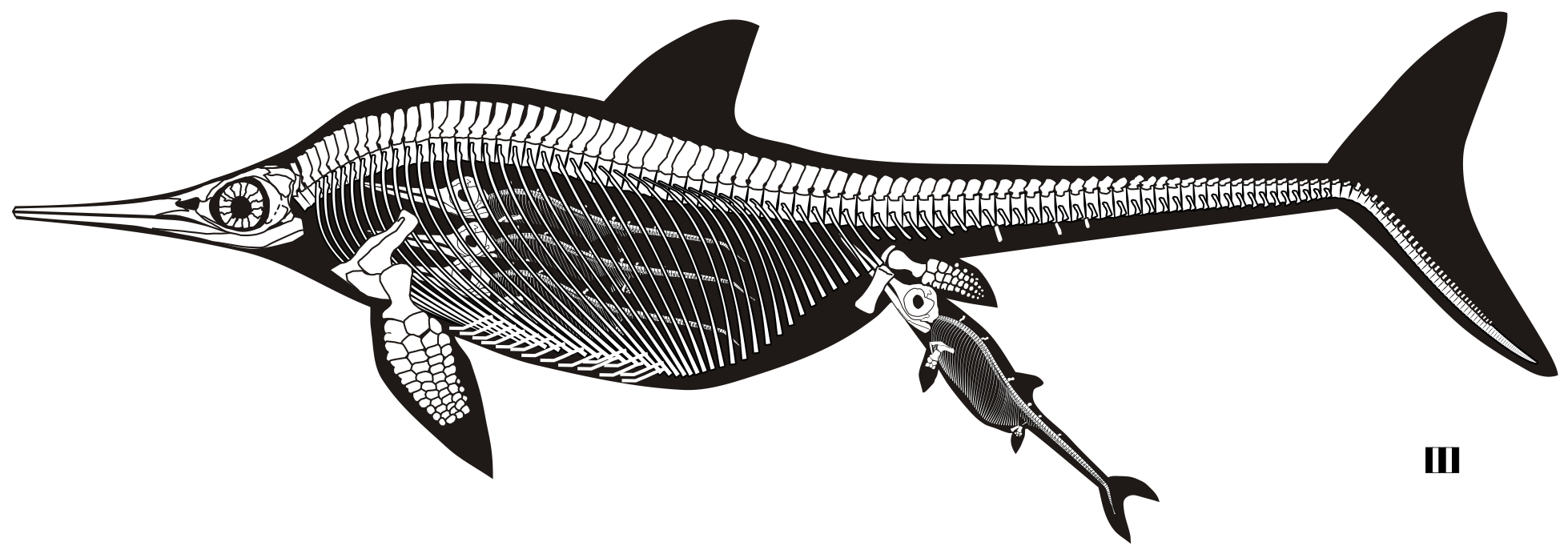
Diagramma del medesimo fossile

Le abitudini di Stenopterygius spp. erano simili a quelli dei delfini di oggi. Trascorrevano la maggior parte della loro vita in mare aperto, dove cacciavano pesci, cefalopodi e altri animali marini. I resti di queste prede sono spesso ritrovati nelle cavità addominali degli scheletri di questo ittiosauro.
Stenopterygius era un nuotatore molto veloce, con una velocità di crociera simile a quella dei tonni, che oggi è uno dei più veloci pesci viventi.
Uno dei fossili più famosi di questo animale è quello di un esemplare femmina e della sua prole durante il parto. Come molti altri rettili marini del Mesozoico, gli ittiosauri erano vivipari, dando alla luce piccoli vivi già formati, come i moderni cetacei. Proprio come quest'ultimi, il fossile mostra che i cuccioli nascevano facendo spuntare prima la coda, per evitare di annegare, prima di uscire completamente dal canale del parto.
Nel 2018, è stato riportato un esemplare di Stenopterygius che mostrava prove della presenza di uno strato di grasso sottocutaneo, il che indica che l'animale e per estensioni tutti gli ittiosauri erano omeotermi ("sangue caldo").